# Muchówki Polski
Muchówki Polski, dipterofauna Polski – ogół taksonów muchówek, których występowanie stwierdzono w Polsce.

## Muchówki długoczułkie(Nematocera)

### Anisopodidae
W Polsce stwierdzono 4 gatunki:
- Sylvicola cincta
- Sylvicola fenestralis – pozmrok okienny
- Sylvicola fuscata
- Sylvicola punctata

### Canthyloscelidae
W Polsce stwierdzono 2 gatunki:
- Hyperoscelis eximia
- Synneuron annulipes

### Cylindrotomidae
W Polsce stwierdzono 4 gatunki:
- Cylindrotoma distinctissima
- Diogma glabrata
- Phalacrocera replicata
- Triogma trisulcata

### Ćmiankowate(Psychodidae)
W Polsce 45 gatunków, w tym:

- Bazarella neglecta
- Bazarella subneglecta
- Berdeniella manicata
- Blepharicera fasciata
- Clytocerus ocellaris
- Liponeura brevirostris
- Liponeura cinerascens
- Liponeura cordata
- Liponeura minor
- Liponeura vimmeri
- Jungiella concors
- Jungiella longicornis
- Jungiella soleata
- Jungiella valachia
- Mormia niesiolowskii[3]
- Panimerus albifacies
- Panimerus intellegus
- Panimerus niesiolowskii
- Panimerus notabilis
- Panimerus normia
- Panimerus similis
- Paramormia fratercula
- Paramormia polyacoidae
- Paramormia ustulata
- Pericoma blandula
- Pericoma diversa
- Pericoma exquisita
- Pericoma fallax
- Pericoma formosa
- Peripsychoda auriculata
- Peripsychoda fusca
- Philosepedon humeralis
- Psychoda albipennis
- Psychoda cinerea
- Psychoda parthenogenetica
- Psychoda phalaenoides
- Psychoda severini
- Psychoda surcoufi
- Saraiella carpatica
- Satchelliella canescens
- Satchelliella crispi
- Satchelliella cubitospinosa
- Satchelliella mutua
- Satchelliella nubila
- Satchelliella pilularia
- Satchelliella palustris
- Satchelliella trivialis
- Telmatoscopus incanus
- Telmatoscopus similis
- Telmatoscopus tristis
- Tinearia alternata
- Tonnoiriella nigricauda
- Ulomyia annulata
- Ulomyia fuliginosa
- Ulomyia ophicornis

### Diadocidiidae
W Polsce stwierdzono 3 gatunki:
- Diadocidia ferruginosa
- Diadocidia spinulosa
- Diadocidia valida

### Ditomyiidae
W Polsce stwierdzono 3 gatunki:
- Ditomyia fasciata
- Ditomyia macroptera
- Symmerus annulatus

### Grzybiarkowate(Mycetophilidae)
W Polsce stwierdzono 390 gatunków:
- Acnemia longipess
- Acnemia nitidicollis
- Allodia alternans
- Allodia anglofennica
- Allodia barbata
- Allodia czernyi
- Allodia discoidea
- Allodia foliifera
- Allodia grata
- Allodia lugens
- Allodia lundstroemi
- Allodia ornaticollis
- Allodia pistillata
- Allodia silvatica
- Allodia triangularis
- Allodia truncata
- Allodiopsis cristata
- Allodiopsis domestica
- Allodiopsis dulica
- Allodiopsis gracilis
- Allodiopsis macrura
- Allodiopsis maculosa
- Allodiopsis pseudodomestica
- Allodiopsis rufilatera
- Allodiopsis rustica
- Anaclileia dispar
- Anatella aterrima
- Anatella ciliata
- Anatella gibba
- Anatella lenis
- Anatella longisetosa
- Anatella minuta
- Anatella setigera
- Anatella simpatica
- Anatella turi
- Apolephthisa subincana
- Azana anomala
- Boletina anderschi
- Boletina basalis
- Boletina birulai
- Boletina borealis
- Boletina brevicornis
- Boletina cincticornis
- Boletina dispecta
- Boletina dubia
- Boletina gripha
- Boletina griphoides
- Boletina lundstroemi
- Boletina moravica
- Boletina nigricans
- Boletina nigricoxa
- Boletina nigrofusca
- Boletina nitida
- Boletina pallidula
- Boletina plana
- Boletina rejecta
- Boletina sciarina
- Boletina silvatica
- Boletina trispinosa
- Boletina trivittata
- Boletina villosa
- Brachypeza obscura
- Brevicornu auriculatum
- Brevicornu crassicorne
- Brevicornu fissicauda
- Brevicornu foliatum
- Brevicornu fuscipenne
- Brevicornu griseicolle
- Brevicornu kingi
- Brevicornu luteum
- Brevicornu nigrofuscum
- Brevicornu obscurum
- Brevicornu proximum
- Brevicornu serenum
- Brevicornu sericoma
- Brevicornu verrali
- Clastobasis alternans
- Coelophthinia thoracica
- Coelosia flava
- Coelosia silvatica
- Coelosia tenella
- Coelosia truncata
- Cordyla brevicornis
- Cordyla crassicornis
- Cordyla fasciata
- Cordyla fissa
- Cordyla flaviceps
- Cordyla fusca
- Cordyla murina
- Cordyla nitens
- Cordyla nitidula
- Cordyla pusilla
- Cordyla semiflava
- Cordyla vitiosa
- Docosia fuscipes
- Docosia gilvipes
- Docosia moravica
- Docosia pallipes
- Docosia sciarina
- Dynatosoma cochleare
- Dynatosoma fuscicorne
- Dynatosoma majus
- Dynatosoma nigromaculatum
- Dynatosoma reciprocum
- Dynatosoma rufescens
- Dynatosoma thoracicum
- Ectrepesthoneura hirta
- Epicypta aterrima
- Epicypta nigrobasis
- Epicypta scatophora
- Exechia bicincta
- Exechia cincta
- Exechia confinis
- Exechia contaminata
- Exechia dizona
- Exechia dorsalis
- Exechia exigua
- Exechia festiva
- Exechia fusca
- Exechia lucidula
- Exechia lundstroemi
- Exechia maculipennis
- Exechia nigrofusca
- Exechia nigroscutellata
- Exechia nitidicollis
- Exechia papyracea
- Exechia parva
- Exechia parvula
- Exechia pseudocincta
- Exechia pseudofestiva
- Exechia repanda
- Exechia separata
- Exechia seriata
- Exechia spinigera
- Exechia spinuligera
- Exechia unifasciata
- Exechiopsis clypeata
- Exechiopsis crucigera
- Exechiopsis fimbriata
- Exechiopsis forcipata
- Exechiopsis indecisa
- Exechiopsis ingrica
- Exechiopsis intersecta
- Exechiopsis januari
- Exechiopsis lackschewitziana
- Exechiopsis leptura
- Exechiopsis magnicauda
- Exechiopsis pseudopulchella
- Exechiopsis subulata
- Gnoriste apicalis
- Gnoriste bilineata
- Grzegorzekia collaris
- Impleta consorta
- Leia bilineata
- Leia bimaculata
- Leia crucigera
- Leia cylindrica
- Leia fascipennis
- Leia picta
- Leia subfasciata
- Leia winthemi
- Leptomorphus walkeri
- Macrobrachinus kowarzii
- Megalopelma nigroclavatus
- Megophthalmidia crassicornis
- Monoclona atrata
- Monoclona rufilatera
- Monoclona silvatica
- Mycetophila abiecta
- Mycetophila adumbrata
- Mycetophila alea
- Mycetophila assimilis
- Mycetophila autumnalis
- Mycetophila biusta
- Mycetophila blanda
- Mycetophila bohemica
- Mycetophila caudata
- Mycetophila cingulum
- Mycetophila confluens
- Mycetophila confusa
- Mycetophila curviseta
- Mycetophila czizeki
- Mycetophila dentata
- Mycetophila distigma
- Mycetophila dziedzickii
- Mycetophila edwardsi
- Mycetophila evanida
- Mycetophila finlandica
- Mycetophila forcipata
- Mycetophila formosa
- Mycetophila fraterna
- Mycetophila fungorum
- Mycetophila gibbula
- Mycetophila gratiosa
- Mycetophila hetschkoi
- Mycetophila ichneumon
- Mycetophila idonea
- Mycetophila immaculata
- Mycetophila latea
- Mycetophila lapponica
- Mycetophila luctosa
- Mycetophila lunata
- Mycetophila magnicauda
- Mycetophila marginata
- Mycetophila morosa
- Mycetophila nebulosa
- Mycetophila nigrofusca
- Mycetophila ocellus
- Mycetophila ornata
- Mycetophila osten-sackeni
- Mycetophila pictula
- Mycetophila pumila
- Mycetophila rudis
- Mycetophila ruficollis
- Mycetophila scotica
- Mycetophila schnabli
- Mycetophila semifusca
- Mycetophila sigillata
- Mycetophila signata
- Mycetophila signatoides
- Mycetophila sordida
- Mycetophila spectabilis
- Mycetophila stolida
- Mycetophila strigata
- Mycetophila strigatoides
- Mycetophila stylata
- Mycetophila sumavica
- Mycetophila triangulata
- Mycetophila trinotata
- Mycetophila tuberosa
- Mycetophila unguiculata
- Mycetophila unicolor
- Mycetophila unipunctata
- Mycetophila vittipes
- Mycetophila v-nigrum
- Mycetophila xanthopyga
- Mycetophila zetterstedti
- Mycomya affinis
- Mycomya annulata
- Mycomya avala
- Mycomya bicolor
- Mycomya brunnea
- Mycomya cinerascens
- Mycomya circumdata
- Mycomya danielae
- Mycomya digitifera
- Mycomya dziedzickii
- Mycomya egregia
- Mycomya fasciata
- Mycomya fennica
- Mycomya fimbriata
- Mycomya flavicollis
- Mycomya karelica
- Mycomya levis
- Mycomya maculata
- Mycomya marginata
- Mycomya neohyalinata
- Mycomya nitida
- Mycomya occultans
- Mycomya ornata
- Mycomya pallida
- Mycomya paradentata
- Mycomya parva
- Mycomya pectinifera
- Mycomya penicillata
- Mycomya permixta
- Mycomya prominens
- Mycomya pulchella
- Mycomya ruficollis
- Mycomya siebecki
- Mycomya sigma
- Mycomya storai
- Mycomya tenuis
- Mycomya tridens
- Mycomya trilineata
- Mycomya trivittata
- Mycomya tumida
- Mycomya vittiventris
- Mycomya wankowiczii
- Mycomya winnertzi
- Neoempheria bimaculata
- Neoempheria lineola
- Neoempheria pictipennis
- Neoempheria striata
- Neuratelia nemoralis
- Paratinia sciarina
- Paleodocosia alpicola
- Paleodocosia janickii
- Phronia austriaca
- Phronia basalis
- Phronia biarcuata
- Phronia bicolor
- Phronia braueri
- Phronia cinarescens
- Phronia conformis
- Phronia cordata
- Phronia egregia
- Phronia exigua
- Phronia flavicollis
- Phronia flavipes
- Phronia forcipata
- Phronia forcipula
- Phronia fusciventris
- Phronia humeralis
- Phronia interstincta
- Phronia longaelamellata
- Phronia maculata
- Phronia nigricornis
- Phronia nitidiventris
- Phronia notata
- Phronia obtusa
- Phronia peculiaris
- Phronia persimilis
- Phronia petulans
- Phronia portschinskyi
- Phronia siebeckii
- Phronia sudetica
- Phronia sylvatica
- Phronia taczanowskii
- Phronia tenuis
- Phronia tieffi
- Phronia villistoni
- Phthinia humilis
- Phthinia winnertzi
- Platurocypta fumipennis
- Platurocypta punctum
- Platurocypta testata
- Polylepta guttiventris
- Pseudexechia trisignata
- Pseudexechia trivittata
- Pseudobrachypeza helvetica
- Pseudorymosia fovea
- Pseudorymosia optiva
- Rondaniella dimidiata
- Rymosia affinis
- Rymosia bifida
- Rymosia britteni
- Rymosia connexa
- Rymosia fasciata
- Rymosia placida
- Rymosia setiger
- Rymosia signatipes
- Rymosia spinipes
- Rymosia virens
- Saigusaia flaviventris
- Sceptonia concolor
- Sceptonia costata
- Sceptonia fumipes
- Sceptonia fuscipalpis
- Sceptonia membranacea
- Sceptonia nigra
- Sceptonia tenuis
- Sciophila cliftoni
- Sciophila fuliginosa
- Sciophila hirta
- Sciophila lutea
- Sciophila nigronitida
- Sciophila nitidula
- Sciophila quadriterga
- Sciophila quadriterga
- Speolepta leptogaster
- Synplasta excogitata
- Synplasta sintenisi
- Syntemna relicta
- Tarnania fenestralis
- Tarnania tarnanii
- Tetragoneura ambigua
- Tetragoneura sylvatica
- Trichonta apicalis
- Trichonta atricauda
- Trichonta conjugens
- Trichonta excisa
- Trichonta falcata
- Trichonta girschneri
- Trichonta hamata
- Trichonta melanura
- Trichonta obesa
- Trichonta perspicua
- Trichonta subfusca
- Trichonta submaculata
- Trichonta terminalis
- Trichonta venosa
- Trichonta vitta
- Trichonta vulcani
- Zygomyia flaviventis
- Zygomyia humeralis
- Zygomyia notata
- Zygomyia pictipennis
- Zygomyia valida
- Zygomyia vara

### Grzybolubkowate(Bolitophilidae)
W Polsce stwierdzono 16 gatunków:
- Bolitophila basicornis
- Bolitophila bimaculata
- Bolitophila cinerea
- Bolitophila dubia
- Bolitophila edwardsiana
- Bolitophila fumida
- Bolitophila glabrata
- Bolitophila hybrida
- Bolitophila maculipennis
- Bolitophila nigrolineata
- Bolitophila occlusa
- Bolitophila pseudohybrida
- Bolitophila rectangulata
- Bolitophila rossica
- Bolitophila saundersi
- Bolitophila tenella

### Kreślowate(Pediciidae)
W Polsce stwierdzono 30 gatunków, m.in.:
- Dicranota bimaculata
- Dicranota brevicornis
- Dicranota exclusa
- Dicranota flammatra
- Dicranota gracilipes
- Dicranota lucidipennis
- Dicranota minuta
- Dicranota pallens
- Dicranota pavida
- Dicranota robusta
- Dicranota simulans
- Dicranota subtilis
- Pedicia littoralis
- Pedicia occulta
- Pedicia riedeli
- Pedicia rivosa – olbrzymka łąkowa
- Pedicia straminea[5]
- Pedicia zangheriana
- Pedicia zernyi
- Tricyphona immaculata
- Tricyphona livida
- Tricyphona schummeli
- Tricyphona unicolor
- Ula bolitophila
- Ula mollissima
- Ula sylvatica

### Komarowate(Culicidae)
W Polsce stwierdzono:
- Aedes annulipes
- Aedes behningi
- Aedes cantans – doskwier leśny
- Aedes caspius – doskwier łąkowy
- Aedes cataphylla
- Aedes cinereus
- Aedes communis – doskwier pospolity
- Aedes cyprius
- Aedes detritus
- Aedes diantaeus
- Aedes dorsalis
- Aedes esoensis
- Aedes euedes
- Aedes excrucians
- Aedes flavescens
- Aedes geminus
- Aedes geniculatus
- Aedes hexodontus
- Aedes intrudens
- Aedes japonicus – doskwier japoński
- Aedes leucomelas
- Aedes nigrinus
- Aedes nigripes
- Aedes pionips
- Aedes pullatus
- Aedes punctor
- Aedes riparius
- Aedes rossicus – doskwier szary
- Aedes rusticus
- Aedes sticticus
- Aedes vexans – doskwier pastwiskowy
- Anopheles atroparvus
- Anopheles claviger
- Anopheles daciae
- Anopheles hyrcanus
- Anopheles maculipennis – widliszek plamistoskrzydły
- Anopheles messeae
- Anopheles petragnani
- Anopheles plumbeus – widliszek dziuplowy
- Coquillettidia richiardii
- Culex hortensis
- Culex modestus
- Culex pipiens – komar brzęczący
- Culex territans
- Culex torrentium
- Culiseta alaskaensis
- Culiseta annulata
- Culiseta fumipennis
- Culiseta glaphyroptera
- Culiseta morsitans
- Culiseta ochroptera
- Culiseta subochrea

### Koziułkowate(Tipulidae)
W Polsce stwierdzono 104 gatunki, w tym:

- Ctenophora fastuosa
- Ctenophora festiva[10]
- Ctenophora flaveolata
- Ctenophora guttata
- Ctenophora ornata[11] – krzewioróżka żółtoczarna
- Ctenophora pectinicornis
- Dictenidia bimaculata
- Dolichopeza albipes
- Nephrotoma aculeata
- Nephrotoma analis
- Nephrotoma appendiculata
- Nephrotoma cornicina
- Nephrotoma crocata – nerkosz jesienny
- Nephrotoma dorsalis
- Nephrotoma flavescens
- Nephrotoma guestfalica
- Nephrotoma lindneri
- Nephrotoma lunulicornis
- Nephrotoma pratensis
- Nephrotoma quadrifaria
- Nephrotoma quadristriata
- Nephrotoma scalaris
- Nephrotoma scurra
- Nephrotoma submaculosa
- Prionocera subserricornis
- Prionocera turcica
- Tanyptera atrata
- Tipula affinis
- Tipula caesia
- Tipula crassiventris
- Tipula confusa
- Tipula couckei
- Tipula czizeki
- Tipula exscisa
- Tipula fascipennis
- Tipula fenestrella
- Tipula flavolineata
- Tipula fulvipennis
- Tipula grisescens
- Tipula hortorum
- Tipula irrorata
- Tipula laetabilis
- Tipula latemarginata
- Tipula limitata
- Tipula luna
- Tipula lunata
- Tipula luridorostris
- Tipula luteipennis
- Tipula marginella
- Tipula maxima – koziułka wielka
- Tipula mayerduerii
- Tipula melanoceros
- Tipula mellea
- Tipula montium
- Tipula nigra
- Tipula nodicornis
- Tipula nubeculosa
- Tipula obsoleta
- Tipula oleracea – koziułka warzywna
- Tipula pabulina
- Tipula pagana
- Tipula paludosa – komarnica błotniarka
- Tipula pauli
- Tipula pierrei
- Tipula pruinosa
- Tipula pseudovariipennis
- Tipula recticornis
- Tipula rufina
- Tipula saginata
- Tipula scripta
- Tipula selene
- Tipula signata
- Tipula stigmatella
- Tipula subcunctans
- Tipula submarmorata
- Tipula tenuicornis
- Tipula truncorum
- Tipula unca
- Tipula variicornis
- Tipula variipennis
- Tipula vernalis
- Tipula vittata

### Kuczmanowate(Ceratopogonidae)
W Polsce stwierdzono 213 gatunków, w tym:
- Allohela tesselata
- Alluaudomyia quadripunctata
- Atrichopogon aethiops
- Atrichopogon alveolatus
- Atrichopogon appendiculatus
- Atrichopogon avastensis
- Atrichopogon bargaensis[15]
- Atrichopogon brunnipes
- Atrichopogon flavolineatus
- Atrichopogon forcipatus
- Atrichopogon fusculus
- Atrichopogon fuscus
- Atrichopogon infuscus
- Atrichopogon longicalcar[15]
- Atrichopogon longiserra
- Atrichopogon lucorum
- Atrichopogon meloesugans
- Atrichopogon minutus
- Atrichopogon oedemerarum
- Atrichopogon orbicularis
- Atrichopogon pavidus
- Atrichopogon pollinivorus
- Atrichopogon rostratus
- Atrichopogon silesiacus
- Atrichopogon singularis
- Atrichopogon transversalis
- Beltranmyia circumscriptus
- Beltranmyia manchuriensis
- Beltranmyia salinarius
- Bezzia affinis
- Bezzia albicornis
- Bezzia annulipes
- Bezzia bicolor
- Bezzia circumdata
- Bezzia coracina
- Bezzia diagramma
- Bezzia elongata
- Bezzia flavicornis
- Bezzia kazlauskasi
- Bezzia leucogaster
- Bezzia nobilis
- Bezzia ornata
- Bezzia rhynchostylata[12]
- Bezzia rubiginosa
- Bezzia signata
- Bezzia solstitialis
- Bezzia winnertziana
- Brachypogon babiogorensis
- Brachypogon beskidicus
- Brachypogon bialoviesicus
- Brachypogon carpathicus
- Brachypogon hudjakovi
- Brachypogon incompletus
- Brachypogon nitidulus
- Brachypogon nivens
- Brachypogon perpusillus[16]
- Brachypogon silecis[16]
- Brachypogon sociabilis
- Brachypogon vitosus
- Brachypogon zavoicus
- Ceratopogon communis
- Ceratopogon lacteipennis
- Ceratopogon niveipennis
- Ceratopogon romanicus
- Clinohelea unimaculata
- Culicoides abchazicus
- Culicoides achrayi
- Culicoides albicans
- Culicoides cameroni
- Culicoides chiopterus
- Culicoides circumscriptus
- Culicoides clastrieri
- Culicoides clintoni[12]
- Culicoides comosioculatus
- Culicoides delta
- Culicoides dewulfi
- Culicoides duddingstoni
- Culicoides fascipennis
- Culicoides festivipennis
- Culicoides flavipulicaris
- Culicoides furcillatus
- Culicoides griseidorsum
- Culicoides grisescens
- Culicoides heliophilus
- Culicoides impunctatus
- Culicoides jurensis
- Culicoides kibunensis
- Culicoides maritimus
- Culicoides minutissimus
- Culicoides nubeculosus
- Culicoides obsoletus
- Culicoides pallidicornis
- Culicoides pictipennis
- Culicoides pseudoheliophilus
- Culicoides pulicaris
- Culicoides punctatus
- Culicoides reconditus
- Culicoides riethi
- Culicoides scoticus
- Culicoides segnis
- Culicoides simulator
- Culicoides slovacus
- Culicoides sphagnumensis[12]
- Culicoides stigma
- Culicoides subfasciipennis
- Culicoides tauricus
- Culicoides ustinovi
- Culicoides vexans
- Culicoides vidourlensis
- Culicoides zhogolevi
- Dasyhelea arenivaga
- Dasyhelea bifida
- Dasyhelea corinneae
- Dasyhelea flavifrons
- Dasyhelea flaviscutellata
- Dasyhelea flaviventris
- Dasyhelea holosericea
- Dasyhelea kyrenica[12]
- Dasyhelea leptocladus
- Dasyhelea lucida
- Dasyhelea lugensis[12]
- Dasyhelea luteiventris
- Dasyhelea modesta
- Dasyhelea neobifurcata
- Dasyhelea notata
- Dasyhelea pallidiventris
- Dasyhelea thienemanni
- Dasyhelea turanicola[12]
- Dasyhelea turficola
- Dasyhelea unguistylus
- Forcipomyia acidicola
- Forcipomyia alacris
- Forcipomyia bipunctata
- Forcipomyia borealis
- Forcipomyia brevipennis
- Forcipomyia ciliata
- Forcipomyia costata
- Forcipomyia fuliginosa
- Forcipomyia glauca
- Forcipomyia hygrophila
- Forcipomyia kaltenbachi
- Forcipomyia knockensis
- Forcipomyia litoraurea
- Forcipomyia monilicornis
- Forcipomyia murina
- Forcipomyia nigra
- Forcipomyia nigrans
- Forcipomyia pallida
- Forcipomyia palustris
- Forcipomyia phlebotomides
- Forcipomyia pulchrithorax
- Forcipomyia sahariensis
- Forcipomyia sibirica
- Forcipomyia squamigera
- Forcipomyia sphagnophila
- Forcipomyia tenuis
- Forcipomyia titillans
- Forcipomyia tonnoiri
- Forcipomyia velox
- Kolenohelea calcarata
- Macropeza albitarsis
- Mallochohelea inermis
- Mallochohelea munda
- Mallochohelea nitida
- Mallochohelea setigera
- Monoculicoides algecirensis
- Monoculicoides longicollis
- Monoculicoides nubeculosus
- Monoculicoides parroti
- Monoculicoides riethi
- Monoculicoides stigma
- Palpomyia armipes
- Palpomyia brachialis
- Palpomyia distincta
- Palpomyia flavipes
- Palpomyia infuscata
- Palpomyia lineata
- Palpomyia nigripes
- Palpomyia praeusta
- Palpomyia rufipes
- Palpomyia serripes
- Palpomyia spinipes
- Palpomyia tinctipennis
- Probezzia seminigra
- Schizohelea leucopeza
- Serromyia atra
- Serromyia femorata
- Serromyia ledicola
- Serromyia morio
- Serromyia rufitarsis
- Serromyia subinermis
- Serromyia tecta
- Sphaeromias candidatus
- Sphaeromias fasciatus
- Sphaeromias pictus
- Stilobezzia gracilis
- Stilobezzia ochracea

### Leniowate(Bibionidae)
W Polsce stwierdzono co najmniej 19 gatunków, w tym:
- Bibio clavipes
- Bibio femoratus
- Bibio ferruginalis
- Bibio fulvipes
- Bibio hortulanus – leń ogrodowy[19]
- Bibio johannis – leń grubożyły[19]
- Bibio lanigerus
- Bibio leucopterus
- Bibio marci – leń marcowy
- Bibio nigriventris
- Bibio pomonae
- Bibio reticulatus
- Bibio varipes
- Bibio venosus
- Dilophus antipedalis
- Dilophus febrilis
- Dilophus femoratus
- Dilophus humeralis
- Dilophus neglectus[1]

### Macroceridae
W Polsce stwierdzono 15 gatunków:
- Macrocera alpicola
- Macrocera angulata
- Macrocera centralis
- Macrocera fasciata
- Macrocera fascipennis
- Macrocera lutea
- Macrocera maculata
- Macrocera nana
- Macrocera obscura
- Macrocera phalerata
- Macrocera pilosa
- Macrocera pumilio
- Macrocera stigma
- Macrocera stigmoides
- Macrocera vittata

### Manotidae
W Polsce stwierdzono 1 gatunek:
- Manota unifurcata

### Mycetobiidae
W Polsce stwierdzono 1 gatunek:
- Mycetobia pallipes

### Maraszekowate(Scatopsidae)
W Polsce stwierdzono 28 gatunków:
- Anapausis albohalterata
- Anapausis haemorrhoidalis
- Anapausis inermis
- Anapausis soluta
- Anapausis talpae
- Apiloscatopse flavicollis
- Apiloscatopse flavocincta
- Apiloscatopse gracilis
- Apiloscatopse picea
- Apiloscatopse scutellata
- Aspites berolinensis
- Coloboldia fuscipes
- Colobostema nigripenne
- Colobostema triste
- Ectaetia clavipes
- Ferneiella brevifurca
- Holoplagia lucifuga
- Holoplagia transversalis
- Parascatopse litorea
- Reichertella geniculata
- Reichertella nigra
- Reichertella pulicaria
- Reichertella simplicinervis
- Rhegmoclema collini
- Rhegmoclema halteratum
- Rhegmoclema verrali
- Scatopse notata
- Swammerdamella brevicornis

### Meszkowate(Simuliidae)
W Polsce stwierdzono 49 gatunków.

### Mikozkowate(Blephariceridae)
W Polsce stwierdzono:
- Blepharicera fasciata
- Liponeura brevirostris
- Liponeura cinerascens
- Liponeura cordata
- Liponeura minor
- Liponeura vimmeri

### Nikłonie(Dixidae)
W Polsce stwierdzono m.in.:
- Dixa maculata
- Dixa nebulosa
- Dixa puberula
- Dixa submaculata
- Dixella aestivalis
- Dixella amphibia
- Dixella autumnalis
- Dixella campinosica
- Dixella intrudens
- Dixella obscura

### Ochotkowate(Chironomidae)
W Polsce stwierdzono ponad 440 gatunków, w tym:
- Ablabesmyia longistyla
- Ablabesmyia monilis
- Ablabesmyia phatta
- Ablabesmyia rufa
- Ablabesmyia strigilfera
- Acricotopus lucens
- Anatopynia plumipes
- Apsectrotanypus trifascipennis
- Beckidia zabolotzkyi
- Boreoheptagyia legeri
- Boreoheptagyia monticola
- Brillia bifida
- Brillia longifurca
- Bryophaenocladius dentatus
- Bryophaenocladius muscicola
- Bryophaenocladius subvernalis
- Bryophaenocladius vernalis
- Camptocladius stercorarius
- Cardiocladius capucinus
- Cardiocladius fuscus
- Chaetocladius acuminatus
- Chaetocladius dissipatus
- Chaetocladius laminatus
- Chaetocladius perennis
- Chaetocladius piger
- Chaetocladius suecicus
- Chaetocladius vitellinus
- Chironomus albidus
- Chironomus annularius
- Chironomus anthracinus
- Chironomus aprilinus
- Chironomus cingulatus
- Chironomus dorsalis
- Chironomus latus
- Chironomus luridus
- Chironomus obtusidens
- Chironomus pallidicollis
- Chironomus pallidivittatus
- Chironomus pilicornis
- Chironomus plumosus – ochotka piórkówka
- Chironomus prasinus
- Chironomus pseudothummi
- Chironomus riparius
- Chironomus salinarius
- Chironomus tentans
- Chironomus venustus
- Cladopelma fridmanae
- Cladopelma virescens
- Cladopelma viridula
- Cladotanytarsus atridorsus
- Cladotanytarsus cyrylae
- Cladotanytarsus difficilis
- Cladotanytarsus gedanicus
- Cladotanytarsus mancus
- Cladotanytarsus matthei
- Cladotanytarsus nigrovittatus
- Cladotanytarsus pallidus
- Cladotanytarsus teres
- Cladotanytarsus vanderwulpi
- Cladotanytarsus wexionensis
- Clinotanypus nervosus
- Clunio marinus
- Conchapelopia melanops
- Conchapelopia pallidula
- Corynocera ambigua
- Corynoneura antennalis
- Corynoneura carriana
- Corynoneura celeripes
- Corynoneura duodenaria
- Corynoneura fittkaui
- Corynoneura lobata
- Corynoneura scutellata
- Corynoneura vallidicornis
- Cricotopus albiforceps
- Cricotopus algarum
- Cricotopus annulator
- Cricotopus atriforceps
- Cricotopus bicinctus
- Cricotopus brevipalpis
- Cricotopus clavaticornis
- Cricotopus dubiosus
- Cricotopus ephippium
- Cricotopus festivellus
- Cricotopus fuscus
- Cricotopus grandipalpis
- Cricotopus intersectus
- Cricotopus latidentatus
- Cricotopus lygropis
- Cricotopus melanopus
- Cricotopus obnixus
- Cricotopus ornatus
- Cricotopus perniger
- Cricotopus pilitarsis
- Cricotopus pilosellus
- Cricotopus pulchripes
- Cricotopus similis
- Cricotopus subglaber
- Cricotopus sylvestris
- Cricotopus termulus
- Cricotopus tibialis
- Cricotopus triannulatus
- Cricotopus tricinctus
- Cricotopus trifasciatus
- Cricotopus vierriensis
- Cricotopus zavreli
- Cryptochironomus borysthenicus
- Cryptochironomus crassiforceps
- Cryptochironomus defectus
- Cryptochironomus forficula
- Cryptochironomus macropodus
- Cryptochironomus obreptans
- Cryptochironomus pararostratus
- Cryptochironomus rolli
- Cryptochironomus rostratus
- Cryptochironomus supplicans
- Cryptochironomus vytshegde
- Cryptotendipes holsatus
- Cryptotendipes nigronitens
- Demeijerea rufipes
- Demicryptochironomus vulneratus
- Diamesa bertrami
- Diamesa bohemani
- Diamesa dampfi
- Diamesa hamaticornis
- Diamesa incallida
- Diamesa insignipes
- Diamesa laticauda
- Diamesa latitarsis
- Diamesa nowickiana
- Diamesa starmach
- Diamesa steinboecki
- Diamesa thomasi
- Diamesa tonsa
- Diamesa vaillanti
- Dicrotendipes lobiger
- Dicrotendipes nervosus
- Dicrotendipes pulsus
- Dicrotendipes tritomus
- Diplocladius cultriger
- Dolichopelma pusillum
- Dratnalia potamophylaxi
- Einfeldia carbonaria
- Einfeldia dissidens
- Einfeldia pagana
- Endochironomus albipennis
- Endochironomus dispar
- Endochironomus impar
- Endochironomus lepidus
- Endochironomus tendens
- Epoicocladius ephemerae
- Eukiefferella calvescens
- Eukiefferella verrali
- Eukiefferiella brevicalcar
- Eukiefferiella claripennis
- Eukiefferiella clypeata
- Eukiefferiella coerulescens
- Eukiefferiella cyanea
- Eukiefferiella devonica
- Eukiefferiella gracei
- Eukiefferiella ilkleyensis
- Eukiefferiella lobifera
- Eukiefferiella minor
- Eukiefferiella similis
- Eukiefferiella tirolensis
- Fleuria lacustris
- Glyptotendipes annulimanus
- Glyptotendipes anomalus
- Glyptotendipes barbipes
- Glyptotendipes cauliginellus
- Glyptotendipes foliicola
- Glyptotendipes glaucus
- Glyptotendipes imbecilis
- Glyptotendipes lobferus
- Glyptotendipes pallens
- Glyptotendipes paripes
- Glyptotendipes signatus
- Glyptotendipes viridis
- Guttipelopia guttipennis
- Gymnometriocnemus brumalis
- Gymnometriocnemus subnudus
- Halocladius variabilis
- Harnischia fuscimana
- Heleniella ornaticollis
- Heterotanytarsus apicalis
- Heterotrissocladius marcidus
- Hydrobaenus lugubris
- Hydrobaenus pilipes
- Kiefferulus tendipediformis
- Krenopelopia binotata
- Krenosmittia boreoalpina
- Krenosmittia camptophleps
- Larsia curticalcar
- Lasiodiamesa gracilis
- Lasiodiamesa sphagnicola
- Lauterborniella agrayloides
- Limnophyes asquamatus
- Limnophyes brevistylus
- Limnophyes difficilis
- Limnophyes exiguus
- Limnophyes habilis
- Limnophyes lanceolatus
- Limnophyes minimus
- Limnophyes paluster
- Limnophyes pentaplastus
- Limnophyes pseudoprolongatus
- Limnophyes pumilio
- Limnophyes rectinervis
- Limnophyes squamatus
- Limnophyes transcaucasicus
- Limnophyes tristylus
- Macropelopia adaucta
- Macropelopia nebulosa
- Macropelopia notata
- Metriocnemus albolineatus
- Metriocnemus antennalis
- Metriocnemus arcuatus
- Metriocnemus eurynotus
- Metriocnemus fuscipes
- Metriocnemus haesitans
- Metriocnemus hirticollis
- Metriocnemus micropelma
- Metriocnemus picipes
- Metriocnemus silesiacus
- Metriocnemus terrester
- Metriocnemus triangulfer
- Metriocnemus ursinus
- Microchironomus sinuosus
- Microchironomus tener
- Micropsectra apposita
- Micropsectra atrofasciata
- Micropsectra attenuata
- Micropsectra bidentata
- Micropsectra fusca
- Micropsectra groenlandica
- Micropsectra junci
- Micropsectra lindrothi
- Micropsectra notescens
- Micropsectra radialis
- Micropsectra recurvata
- Microtendipes chloris
- Microtendipes nielseni
- Microtendipes pedellus
- Microtendipes tarsalis
- Monodiamesa bathyphila
- Monopelopia tenuicalcar
- Nanocladius dichromus
- Nanocladius parvulus
- Nanocladius rectinervis
- Natarsia punctata
- Neozavrelia fuldensis
- Neozavrelia improvisa
- Neozavrelia luteola
- Nilotanypus dubius
- Odontomesa fulva
- Omisus rezvoi
- Orthocladius attenuatus
- Orthocladius bicuspis
- Orthocladius bifidus
- Orthocladius consobrinus
- Orthocladius corax
- Orthocladius frigidus
- Orthocladius fuscimanus
- Orthocladius fuscipes
- Orthocladius glabripennis
- Orthocladius lignicola
- Orthocladius oblidens
- Orthocladius paluster
- Orthocladius rhyacobius
- Orthocladius rivicola
- Orthocladius rivulorum
- Orthocladius rubicundus
- Orthocladius saxosus
- Orthocladius thienemanni
- Pagastiella orophila
- Parachironomus arcuatus
- Parachironomus biannulatus
- Parachironomus danicus
- Parachironomus frequens
- Parachironomus monochromus
- Parachironomus parilis
- Parachironomus swammerdami
- Parachironomus tenuicaudatus
- Parachironomus vitiosus
- Paracladius alpicola
- Paracladius conversus
- Paracladius triquetra
- Paracladopelma camptolabis
- Paracladopelma laminata
- Paracladopelma viridis
- Paracricotopus niger
- Parakiefferiella bathophila
- Parakiefferiella coronata
- Parakiefferiella gracillima
- Paralauterborniella nigrohalteralis
- Paralimnophyes hydrophilus
- Paralimnophyes longiseta
- Paramerina cingulata
- Paramerina divisa
- Parametriocnemus borealpinus
- Parametriocnemus stylatus
- Paraphaenocladius impensus
- Paraphaenocladius pseudoirritus
- Parapsectra nana
- Parapsectra styriaca
- Paratanytarsus austriacus
- Paratanytarsus bituberculatus
- Paratanytarsus dimorphis
- Paratanytarsus dissimilis
- Paratanytarsus grimmii
- Paratanytarsus inopertus
- Paratanytarsus intricatus
- Paratanytarsus laccophilus
- Paratanytarsus laetipes
- Paratanytarsus lauterborni
- Paratanytarsus natvigi
- Paratanytarsus tenellulus
- Paratanytarsus tenuis
- Paratendipes albimanus
- Paratendipes nigrimanus
- Paratendipes plebeius
- Paratrichocladius rufiventris
- Paratrichocladius skirwithensis
- Phaenopsectra flavipes
- Phaenopsectra punctipes
- Polypedilum albicorne
- Polypedilum arundinetum
- Polypedilum bicrenatum
- Polypedilum convictum
- Polypedilum crenulosum
- Polypedilum cultellatum
- Polypedilum exsectum
- Polypedilum fulgidum
- Polypedilum integrum
- Polypedilum laetum
- Polypedilum nubeculosum
- Polypedilum pedestre
- Polypedilum pullum
- Polypedilum quadrimaculatum
- Polypedilum scalaenum
- Polypedilum sordens
- Polypedilum tritum
- Potthastia gaedii
- Potthastia longimana
- Procladius choreus
- Procladius cinereus
- Procladius culiciformis
- Procladius dimidiatus
- Procladius distans
- Procladius duodenarius
- Procladius flavifrons
- Procladius fulvus
- Procladius imicola
- Procladius longistylus
- Procladius lugens
- Procladius rufovittatus
- Procladius sagittalis
- Procladius signatus
- Procladius silesiacus
- Procladius squamiger
- Procladius tatrensis
- Prodiamesa olivacea
- Prodiamesa rufovittata
- Propsilocerus danubilis
- Propsilocerus lacustris
- Protanypus morio
- Psectrocladius barbimanus
- Psectrocladius calcaratus
- Psectrocladius heptameris
- Psectrocladius limbatellus
- Psectrocladius obvius
- Psectrocladius paludicola
- Psectrocladius psilopterus
- Psectrocladius silesiacus
- Psectrocladius simulans
- Psectrocladius sordidellus
- Psectrocladius turfaceus
- Psectrocladius zetterstedti
- Psectrotanypus varius
- Pseudochironomus prasinatus
- Pseudodiamesa arctica
- Pseudodiamesa branickii
- Pseudokiefferiella parva
- Pseudorthocladius curtistylus
- Pseudosmittia gracilis
- Pseudosmittia longicrus
- Pseudosmittia trilobata
- Rheocricotopus chalybeatus
- Rheocricotopus effusus
- Rheocricotopus fuscipes
- Rheocricotopus glabricollis
- Rheopelopia ornata
- Rheosmittia languidaU
- Rheotanytarsus curtistylus
- Rheotanytarsus musicola
- Rheotanytarsus nigricauda
- Rheotanytarsus pentapoda
- Rheotanytarsus photophilus
- Rheotanytarsus reissi
- Rheotanytarsus ringei
- Robackia demeijerei
- Sergentia coracina
- Sergentia koschowi
- Sergentia longiventris
- Smittia aquatilis
- Smittia aterrima
- Smittia distans
- Smittia edwardsi
- Smittia fusciforceps
- Smittia heptatoma
- Smittia leucopogon
- Smittia nudipennis
- Smittia puripennis
- Smittia subaequalis
- Smittia superata
- Smittia trifoliata
- Smittia tritoma
- Smittia zavreli
- Stempellina almi
- Stempellina bausei
- Stempellina subglabripennis
- Stempellinella brevis
- Stempellinella edwardsi
- Stempellinella flavidula
- Stempellinella saltuum
- Stenochironomus gibbus
- Stictochironomus crassiforceps
- Stictochironomus maculipennis
- Stictochironomus pictulus
- Stictochironomus psammophilus
- Stictochironomus sticticus
- Sympotthastia heterodentata
- Sympotthastia zavreli
- Syndiamesa pubitarsis
- Syndiamesa serratosioi
- Synorthocladius semivirens
- Tanypus kraatzi
- Tanypus punctipennis
- Tanypus vilipennis
- Tanytarsus aberrans
- Tanytarsus bathophilus
- Tanytarsus brundini
- Tanytarsus buchonius
- Tanytarsus curticornis
- Tanytarsus debilis
- Tanytarsus dibranchius
- Tanytarsus dispar
- Tanytarsus ejuncidus
- Tanytarsus eminulus
- Tanytarsus excavatus
- Tanytarsus gibbosiceps
- Tanytarsus glabrescens
- Tanytarsus gracilentus
- Tanytarsus gregarius
- Tanytarsus heusdensis
- Tanytarsus inaequalis
- Tanytarsus lactescens
- Tanytarsus lestagei
- Tanytarsus lugens
- Tanytarsus medius
- Tanytarsus mendax
- Tanytarsus miriforceps
- Tanytarsus multipunctatus
- Tanytarsus nemorosus
- Tanytarsus niger
- Tanytarsus occultus
- Tanytarsus palettaris
- Tanytarsus pallidicornis
- Tanytarsus pseudolestagei
- Tanytarsus signatus
- Tanytarsus smolandicus
- Tanytarsus sylvaticus
- Tanytarsus usmaensis
- Tanytarsus verralli
- Tanytarsus volgensis
- Telmatogeton japonicus
- Thienemanniella aniforceps
- Thienemanniella clavicornis
- Thienemanniella longicornis
- Thienemanniella majuscula
- Thienemannimyia carnea
- Thienemannimyia geijskesi
- Thienemannimyia laeta
- Thienemannimyia lentiginosa
- Thienemannimyia vitellina
- Thienemanniola ploenensis
- Tribelos intextum
- Trissocladius brevipalpis
- Trissopelopia flavida
- Trissopelopia longimana
- Tvetenia bavarica
- Tvetenia calvescens
- Tvetenia discoloripes
- Tvetenia duodenaria
- Tvetenia verralli
- Virgatanytarsus arduennensis
- Xenochironomus xenolabis
- Xenopelopia falcigera
- Zalutschia mucronata
- Zalutschia potamophilus
- Zalutschia tatrica
- Zalutschia tornetraeskensisu
- Zavrelia atrofasciata
- Zavrelia pentatoma
- Zavreliella marmorata
- Zavrelimyia barbatipes
- Zavrelimyia chirophora
- Zavrelimyia guatuorpunctata
- Zavrelimyia hirtimana
- Zavrelimyia melanura
- Zavrelimyia nubila
- Zavrelimyia subrecta

### Pleciidae
W Polsce stwierdzono 1 gatunek:
- Penthetria funebris

### Płaskorożkowate(Keroplatidae)
W Polsce stwierdzono następujące gatunki:
- Asindulum nigrum
- Cerotelion humeralis
- Cerotelion lineatus
- Isoneuromyia semirufa
- Isoneuromyia vitripennis
- Keroplatus testaceus
- Macrorrhyncha flava
- Macrorrhyncha rostrata
- Neoplatyura flava
- Neoplatyura modesta
- Neoplatyura nigricauda
- Orfelia basalis
- Orfelia discoloria
- Orfelia fasciata
- Orfelia minima
- Orfelia nemoralis
- Orfelia nigricornis
- Orfelia pallida
- Orfelia unicolor
- Platyura marginata
- Pyratula zonata
- Rutylapa ruficornis
- Urytalpa atriceps
- Urytalpa ochracea

### Pozmrokowate(Trichoceridae)
W Polsce stwierdzono m.in.:
- Trichocera annulata
- Trichocera calva[21]
- Trichocera candida
- Trichocera dahlae
- Trichocera forcipula
- Trichocera hiemalis
- Trichocera hirtipennis
- Trichocera implicata
- Trichocera japonica
- Trichocera kotejai
- Trichocera limpidipennis
- Trichocera maculipennis
- Trichocera major
- Trichocera parva
- Trichocera regelationis
- Trichocera rufulenta
- Trichocera saltator

### Pryszczarkowate(Cecidomyiidae)
W Polsce stwierdzono 463 gatunki, w tym:
- Acodiplosis inulae
- Ametrodiplosis auripes
- Ametrodiplosis thalictricola
- Anabremia bellevoyei
- Anabremia viciae
- Anisostephus betulinum
- Aphidoletes abietis
- Aphidoletes aphidimyza
- Aphidoletes thompsoni
- Aphidoletes urticariae
- Apiomyia bergenstammi
- Aprionus spiniger
- Arnoldiola libera
- Arnoldiola margaritae
- Arnoldiola quercus
- Aschistonyx carpinicolus
- Asphondylia baudysi
- Asphondylia cytisi
- Asphondylia echii
- Asphondylia ervi
- Asphondylia genistae
- Asphondylia hornigi
- Asphondylia lathyri
- Asphondylia melanopus
- Asphondylia miki
- Asphondylia ononidus
- Asphondylia prunorum
- Asphondylia sarothamni
- Asphondylia verbasci
- Asynapta cerealis
- Asynapta laricis
- Asynapta longicollis
- Asynapta pectoralis
- Asynapta phragmatis
- Asynapta strobi
- Bayeria capitigena
- Bayeria erysimi
- Bayeria salicariae
- Bayeria thymicola
- Brachyneurina xylophila
- Bryocrypta indubitata
- Bryomyia bergrothi
- Bryomyia cambrica
- Camptomyia abnormis
- Camptomyia antennata
- Camptomyia corticalis
- Camptomyia flavocinerea
- Camptomyia fulva
- Camptomyia multinoda
- Camptomyia spinifera
- Camptomyia szadziewskii
- Camptomyia ulmicola
- Campylomyza dilatata
- Campylomyza flavipes
- Campylomyza pallipes
- Catocha latipes
- Cecidomyia pini
- Claspettomyia chrysanthemi
- Claspettomyia montana
- Claspettomyia niveitarsis
- Clinodiplosis botularia
- Clinodiplosis cilicrus
- Contarinia acerplicans
- Contarinia acrocecis
- Contarinia aequalis
- Contarinia anthobia
- Contarinia arrhenatheri
- Contarinia artemisiae
- Contarinia baeri
- Contarinia ballotae
- Contarinia barbichei
- Contarinia campanulae
- Contarinia carpini
- Contarinia coryli
- Contarinia corylina
- Contarinia craccae
- Contarinia fagi
- Contarinia festucae
- Contarinia geicola
- Contarinia heraclei
- Contarinia helianthemi
- Contarinia hypochoreidis
- Contarinia jaapi
- Contarinia jacobae
- Contarinia lolii
- Contarinia loti
- Contarinia lysimachiae
- Contarinia marchali
- Contarinia medicaginis – paciornica lucernianka
- Contarinia melanocera
- Contarinia merceri
- Contarinia nasturtii
- Contarinia nicolayi
- Contarinia petioli
- Contarinia pilosellae
- Contarinia pisi
- Contarinia poae
- Contarinia polygonati
- Contarinia pustulans
- Contarinia pyrivora – paciornica gruszowianka
- Contarinia quercina
- Contarinia quinquenotata
- Contarinia rhamni
- Contarinia ribis
- Contarinia sambuci
- Contarinia schlechtendaliana
- Contarinia scrophulariae
- Contarinia sorbi
- Contarinia steini
- Contarinia tiliarum
- Contarinia tragopogonis
- Contarinia tremulae
- Contarinia tritici
- Coquillettomyia caricis
- Coquillettomyia lobata
- Coquillettomyia umida
- Craneiobia corni
- Cystiphora leontodontis
- Cystiphora sanguinea
- Cystiphora schmidti
- Cystiphora sonchi
- Cystiphora taraxaci
- Dasineura acrophila
- Dasineura affinis
- Dasineura albipennis
- Dasineura alopecuri
- Dasineura alpestris
- Dasineura aparines
- Dasineura armoraciae
- Dasineura asperulae
- Dasineura astragalorum
- Dasineura auritae
- Dasineura autumnalis
- Dasineura bayeri
- Dasineura berteroae
- Dasineura bistortae
- Dasineura brassicae
- Dasineura capsulae
- Dasineura cardaminis
- Dasineura clausilia
- Dasineura clavifex
- Dasineura crataegi
- Dasineura daphnes
- Dasineura deletrix
- Dasineura dubiosa
- Dasineura engstfeldi
- Dasineura epilobii
- Dasineura festucae
- Dasineura filicina
- Dasineura fraxinea
- Dasineura fraxini
- Dasineura fructum
- Dasineura galiicola
- Dasineura glechomae
- Dasineura gleditchiae
- Dasineura glyciphylli
- Dasineura harrisoni
- Dasineura heterobia
- Dasineura hygrophila
- Dasineura hyperici
- Dasineura ignorata
- Dasineura irregularis
- Dasineura iteobia
- Dasineura iteophila
- Dasineura kellneri
- Dasineura kiefferiana
- Dasineura lamii
- Dasineura lathyricola
- Dasineura leguminicola
- Dasineura lithospermi
- Dasineura loewiana
- Dasineura lotharingiae
- Dasineura lupulinae
- Dasineura mali
- Dasineura marginemtorquens
- Dasineura medicaginis
- Dasineura myosotidis
- Dasineura myrtilli
- Dasineura nielseni
- Dasineura papaveris
- Dasineura phyteumatis
- Dasineura pierreana
- Dasineura pierrei
- Dasineura plicatrix
- Dasineura poae
- Dasineura populeti
- Dasineura potentillae
- Dasineura praticola
- Dasineura pteridicola
- Dasineura pustulans
- Dasineura pyri
- Dasineura ranunculi
- Dasineura repentis
- Dasineura ribis
- Dasineura rosaria – wierzbinowiec rozetek
- Dasineura saliciperda
- Dasineura salicis
- Dasineura sanguisorbae
- Dasineura schulzei
- Dasineura silvestris
- Dasineura silvicola
- Dasineura similis
- Dasineura sisymbrii
- Dasineura socialis
- Dasineura sodalis
- Dasineura spadicea
- Dasineura stellariae
- Dasineura strumosa
- Dasineura subpatula
- Dasineura symphyti
- Dasineura terminalis
- Dasineura tetensi
- Dasineura thomasi
- Dasineura thomasiana
- Dasineura tiliae
- Dasineura tortilis
- Dasineura tortrix
- Dasineura traili
- Dasineura trifolii
- Dasineura ulmaria
- Dasineura urticae
- Dasineura viciae
- Didactylomyia longimana
- Didymomyia tiliae
- Diodaulus linariae
- Diodaulus traili
- Dirhiza lateritia
- Drisina glutinosa
- Geocrypta braueri
- Geocrypta galii
- Geocrypta trachelii
- Gephyraulus raphanistri
- Giraudiella inclusa
- Haplodiplosis marginata
- Haplusia palpata
- Harmandia cavernosa
- Harmandia globuli
- Harmandia populi
- Harmandia pustulans
- Harmandia tremulae
- Hartigiola annulipes – hartigiolówka bukowa
- Heteropeza pygmaea
- Holobremia lignicola
- Holoneurus defectus
- Hybolasioptera cerealis
- Hybolasioptera fasciata
- Hygrodiplosis vaccinii
- Isogynandromyia terricola
- Iteomyia capreae
- Jaapiella alpina
- Jaapiella bryoniae
- Jaapiella cirsiicola
- Jaapiella clethrophila
- Jaapiella cucubali
- Jaapiella dittrichi
- Jaapiella floriperda
- Jaapiella genisticola
- Jaapiella hedickei
- Jaapiella jaapiana
- Jaapiella loticola
- Jaapiella medicaginis
- Jaapiella rubicundula
- Jaapiella scabiosae
- Jaapiella schmidti
- Jaapiella thalictri
- Jaapiella vacciniorum
- Jaapiella veronicae
- Jaapiella volvens
- Janetiella lemeei
- Janetiella siskiyou
- Janetiella thymi
- Janetiella tuberculi
- Kaltenbachiola strobi
- Karschomyia abnormis
- Karschomyia marikovskii
- Kiefferia pericarpiicola
- Kiefferiola panteli
- Lasioptera argentata
- Lasioptera arundinis
- Lasioptera auricincta
- Lasioptera calamagrostidis
- Lasioptera carophila
- Lasioptera eryngii
- Lasioptera francoisi
- Lasioptera rubi
- Lathyromyza schlechtendali
- Lauthia spinigerella
- Ledomyia lepida
- Lestodiplosis anthemidis
- Lestodiplosis fascipennis
- Lestodiplosis guttata
- Lestodiplosis holstei
- Lestodiplosis liviae
- Lestodiplosis pavonia
- Lestodiplosis polypori
- Lestodiplosis pulchella
- Lestremia cinerea
- Lestremia leucophaea
- Loewiola centaureae
- Macrodiplosis dryobia
- Macrodiplosis volvens
- Macrolabis buhri
- Macrolabis floricola
- Macrolabis heraclei
- Macrolabis hieracii
- Macrolabis holostea
- Macrolabis lamii
- Macrolabis lonicerae
- Macrolabis luceti
- Macrolabis pilosellae
- Macrolabis podagrariae
- Macrolabis ruebsaameni
- Macrolabis saliceti
- Macrolabis stellariae
- Mamaevia vysineki
- Massalongia rubra
- Mayetiola avenae
- Mayetiola destructor
- Mayetiola hellwigi
- Mayetiola lanceolatae
- Mayetiola poae
- Mayetiola radicifica
- Microlasioptera flexuosa
- Micromya lucorum
- Mikiola fagi – pryszczarek bukowiec
- Mikomya coryli
- Misospatha campestris
- Monardia toxicodendri
- Monarthropalpus flavus
- Monepidosis pectinata
- Monobremia subterranea
- Monodiplosis liebeli
- Mycodiplosis kraussei
- Mycophila speyeri
- Neomikiella lychnidis
- Nikandria brevitarsis
- Obolodiplosis robiniae
- Octodiplosis glyceriae
- Odontodiplosis abdominalis
- Odontodiplosis longiforceps
- Odontodiplosis punctiventris
- Oligotrophus juniperinus
- Oligotrophus panteli
- Oligotrophus schmidti
- Ozirhincus longicollis
- Ozirhincus millefolii
- Ozirhincus tanaceti
- Paradiplosis abietis
- Parepidosis arcuata
- Parepidosis argentifera
- Peromyia albicornis
- Peromyia kiefferiana
- Peromyia ramosa
- Phegomyia fagicola
- Physemocecis hartigi
- Placochela nigripes
- Planetella cornuta
- Planetella extrema
- Planetella fischeri
- Planetella gallarum
- Planetella grandis
- Planetella granifex
- Planetella producta
- Plemeliella abietina
- Plemeliella betulicola
- Porricondyla aurantiaca
- Porricondyla colpodioides
- Porricondyla dilatata
- Porricondyla distiguenda
- Porricondyla fragilis
- Porricondyla hypoxantha
- Porricondyla leucopeza
- Porricondyla longipes
- Porricondyla nigripennis
- Porricondyla pubescens
- Porricondyla rostellata
- Porricondyla sericata
- Pseudepidosis lunaris
- Pseudepidosis trifida
- Putoniella pruni
- Resseliella dizygomyzae
- Resseliella ingrica
- Resseliella oculiperda
- Resseliella piceae
- Resseliella ribis
- Resseliella skuhravyorum
- Resseliella tenuis
- Resseliella theobaldi
- Rhopalomyia artemisiae
- Rhopalomyia baccarum
- Rhopalomyia chrysanthemi
- Rhopalomyia foliorum
- Rhopalomyia millefolii
- Rhopalomyia ptarmicae
- Rhopalomyia syngenesiae
- Rhopalomyia tanaceticola
- Rhopalomyia tubifex
- Rondaniola bursaria
- Schistoneurus impressus
- Schizomyia galiorum
- Schmidtiella gemmarum
- Semudobia betulae
- Sitodiplosis mosellana
- Stomatosema obscura
- Taxomyia taxi
- Tetraneuromyia hirticornis
- Thecodiplosis brachyntera
- Thurauia aquatica
- Tricholaba trifolii
- Trotteria galii
- Trotteria obtusa
- Trotteria umbelliferarum
- Wachtiella niebleri
- Wachtiella persicariae
- Wachtiella riparia
- Wachtiella rosarum
- Wachtiella stachydis
- Winnertzia globifera
- Winnertzia lugubris
- Winnertzia populicola
- Winnertzia salicis
- Winnertzia tridens
- Xylodiplosis nigritarsis
- Xylopriona atra
- Zeuxidiplosis giardi
- Zygobia carpini
- Zygobia ruebsaameni

### Sygaczowate(Limoniidae)
W Polsce stwierdzono 218 gatunków, w tym:
- Achyrolimonia decemmaculata
- Achyrolimonia neonebulosa[25]
- Adelphomyia punctum
- Antocha vitripennis
- Arctoconopa melampodia
- Atypophthalmus inustus
- Atypophthalmus machidai
- Austrolimnophila ochracea
- Austrolimnophila unica
- Cheilotrichia affinis
- Cheilotrichia cinerascens
- Cheilotrichia exigua
- Cheilotrichia imbuta
- Cheilotrichia neglecta
- Chionea araneoides
- Chionea botosaneanui
- Chionea lutescens
- Crypteria limnophiloides
- Dactylolabis denticulata
- Dactylolabis sexmaculata
- Dactylolabis transversa
- Dactylolabis wodzickii
- Dicranomyia autumnalis
- Dicranomyia caledonica
- Dicranomyia chorea
- Dicranomyia coeiana
- Dicranomyia conchifera
- Dicranomyia danica
- Dicranomyia didyma
- Dicranomyia distendens
- Dicranomyia frontalis
- Dicranomyia fusca
- Dicranomyia handrilschi
- Dicranomyia longipennis
- Dicranomyia luteipennis
- Dicranomyia mitis
- Dicranomyia modesta
- Dicranomyia morio
- Dicranomyia omissinervis
- Dicranomyia ornata
- Dicranomyia patens
- Dicranomyia sera
- Dicranomyia stigmatica
- Dicranomyia tristis
- Dicranomyia ventralis
- Dicranoptycha cinerascens
- Dicranoptycha fuscescens
- Dicranoptycha livescens
- Dicranoptycha paralivescens
- Discobola annulata
- Discobola cesarea
- Discobola parvispinula
- Elliptera omissa
- Ellipteroides lateralis
- Ellipteroides limbata
- Eloeophila apicata
- Eloeophila maculata
- Eloeophila miliaria
- Eloeophila mundata
- Eloeophila submarmorata
- Eloeophila trimaculata
- Eloeophila verralli
- Epiphragma ocellaris
- Erioconopa diuturna
- Erioconopa trivialis
- Erioptera bivittata
- Erioptera divisa
- Erioptera fossarum
- Erioptera fuscipennis
- Erioptera fusculenta
- Erioptera gemina
- Erioptera griseipennis
- Erioptera limbata
- Erioptera lutea
- Erioptera nigripalpis
- Erioptera sordida
- Euphylidorea aperta
- Euphylidorea fulvonervosa
- Euphylidorea lineola
- Euphylidorea phaeostigma
- Eutponia barbipes
- Gnophomyia lugubris
- Gnophomyia viridipennis
- Gonempeda flava
- Gonomyia abbreviata
- Gonomyia dentata
- Gonomyia lucidula
- Gonomyia simplex
- Gonomyia tenella
- Helius flavus
- Helius longirostris
- Helius pallirostris
- Hexatoma bicolor
- Hexatoma burmeisteri
- Hexatoma gaedi
- Hexatoma nubeculosa
- Hoplolabis areolata
- Hoplolabis mannheimsi
- Hoplolabis spinosa
- Hoplolabis subalpina
- Hoplolabis vicina
- Hoplolabis yezoana
- Idiocera jucunda
- Idioptera fasciata
- Idioptera pulchella
- Ilisia maculata
- Ilisia occoeata
- Limonia albifrons
- Limonia flavipes
- Limonia interjecta
- Limonia macrostigma
- Limonia nigropunctata
- Limonia nubeculosa
- Limonia phragmitidis
- Limonia stigma
- Limonia sylvicola
- Limonia taurica
- Limonia tripunctata
- Limonia trivittata
- Limnophila pictipennis
- Limnophila punctata
- Lipsothrix errans
- Lipsothrix remota
- Metalimnobia bifasciata
- Metalimnobia quadrimaculata
- Metalimnobia quadrinotata
- Molophilus appendiculatus
- Molophilus ater
- Molophilus bifidus
- Molophilus bihamatus
- Molophilus cinereifrons
- Molophilus corniger
- Molophilus curvatus
- Molophilus flavus
- Molophilus fluviatilis
- Molophilus griseus
- Molophilus lackschewitzianus
- Molophilus medius
- Molophilus niger
- Molophilus nodicornis
- Molophilus obscurus
- Molophilus occultus
- Molophilus ochraceus
- Molophilus ochrescens
- Molophilus pleuralis
- Molophilus priapus
- Molophilus propinquus
- Molophilus repentinus
- Molophilus scutellaris
- Molophilus serpentiger
- Molophilus strobnilianus
- Molophilus undulatus
- Molophilus variispinus
- Neolimnobia dumetorum
- Neolimnomyia batava
- Neolimnomyia filata
- Neolimnomyia nemoralis
- Neolimnophila carteri
- Neolimnophila placida
- Ormosia aciculata
- Ormosia albitibia
- Ormosia bifida
- Ormosia clavata
- Ormosia depilata
- Ormosia hederae
- Ormosia lineata
- Ormosia moravica
- Ormosia nodulosa
- Ormosia pseudosimilis
- Ormosia ruficauda
- Ormosia similis
- Paradelphomyia ecalcarata
- Paradelphomyia fuscula
- Paradelphomyia senilis
- Pseudolimnophila lucorum
- Pseudolimnophila sepium
- Phylidorea abdominalis
- Phylidorea bicolor
- Phylidorea ferruginea
- Phylidorea glabricula
- Phylidorea nigricollis
- Phylidorea nigronotata
- Phylidorea squalens
- Phyllolabis macroura
- Pilaria decolor
- Pilaria discicollis
- Pilaria fuscipennis
- Pilaria meridiana
- Pilaria nigropunctata
- Prinolabis platyptera
- Psiloconopa pilipes
- Rhabdomastix hirticornis
- Rhabdomastix latea
- Rhabdomastix subparva
- Rhipidia duplicata
- Rhipidia maculata
- Rhipidia punctiplena
- Rhipidia uniseriata
- Rhypholophus fuscipennis
- Rhypholophus haemorrhoidialis
- Rhypholophus phryganopterus
- Rhypholophus varius
- Symplecta hybrida
- Symplecta stictica
- Tasiocera fuscescens
- Tasiocera jenkinsoni
- Tasiocera murino

### Thaumaleidae
W Polsce stwierdzono 10 gatunków, w tym:
- Androprosopa larvata
- Orphnephilina nigra
- Thaumalea bezzii
- Thaumalea caudata
- Thaumalea decussiferens
- Thaumalea miki
- Thaumalea tatrica
- Thaumalea testacea
- Thaumalea truncata
- Thaumalea vaillanti

### Wachlarzynowate(Ptychopteridae)
W Polsce stwierdzono 9 gatunków, w tym:
- Ptychoptera albicans[26] – wachlarzyn przybrzeżny
- Ptychoptera albimana
- Ptychoptera contaminata
- Ptychoptera handlirschi
- Ptychoptera lacustris
- Ptychoptera longicauda
- Ptychoptera minuta
- Ptychoptera paludosa
- Ptychoptera scutellaris
- Ptychoptera silvicola

### Wodzieniowate(Chaoboridae)
W Polsce stwierdzono m.in.:
- Chaoborus alpinus
- Chaoborus crystallinus
- Chaoborus flavicans
- Chaoborus obscuripes
- Chaoborus pallidus
- Mochlonyx culiciformis
- Mochlonyx martinii

### Ziemiórkowate(Sciaridae)
W Polsce stwierdzono m.in.:
- Bradysia amoena
- Bradysia aprica
- Bradysia bicolor
- Bradysia brunnipes
- Bradysia confinis
- Bradysia fenestralis
- Bradysia flavipes
- Bradysia forficulata
- Bradysia fungicola
- Bradysia giraudi
- Bradysia hilaris
- Bradysia insignis
- Bradysia iridipennis
- Bradysia monticola
- Bradysia nervosa
- Bradysia nitidicollis
- Bradysia paupera
- Bradysia pauperata
- Bradysia picipes
- Bradysia polonica
- Bradysia praecox
- Bradysia pullula
- Bradysia rufescens
- Bradysia subtilis
- Bradysia triseriata
- Bradysia vernalis
- Corynoptera blanda
- Corynoptera concinna
- Corynoptera forcipata
- Corynoptera irmgardis
- Corynoptera minutula
- Corynoptera parvula
- Corynoptera perpusilla
- Ctenosciara hyalipennis
- Epidapus atomaria
- Epidapus schillei
- Epidapus tenella
- Leptosciarella juniperi
- Leptosciarella pilosa
- Leptosciarella trochanterata
- Leptosciarella viatica
- Lycoriella auripila
- Lycoriella cellaris
- Lycoriella conspicua
- Lycoriella lepida
- Lycoriella modesta
- Lycoriella solani
- Lycoriella tenuis
- Lycoriella urbana
- Lycoriella venosa
- Plastosciara brachialis
- Plastosciara nobilis
- Plastosciara schineri
- Plastosciara socialis
- Phytosciara flavipes
- Phytosciara halterata
- Phytosciara ornata
- Phytosciara porrecta
- Phytosciara ungulata
- Psilomegalosphys macrotricha
- Scatopsciara hybrida
- Scatopsciara pusilla
- Scatopsciara vitripennis
- Scatopsciara vivida
- Schwenckfeldina carbonaria
- Sciara flavimana
- Sciara helvola
- Sciara humeralis
- Sciara militaris – ziemiórka pleniówka
- Sciara modesta
- Sciara ruficauda
- Sciara thomae
- Scythropochroa quercicola
- Scythropochroa radialis
- Trichosia acrosticha
- Trichosia caudata
- Trichosia coarctata
- Trichosia elegans
- Trichosia morio
- Trichosia scutellata
- Trichosia subspinulosa
- Xylosciara lignicola
- Zygoneura sciarina

## Muchówki krótkoczułkie(Brachycera)

### Acartophthalmidae
W Polsce stwierdzono:
- Acartophthalmus bicolor
- Acartophthalmus nigrinus

### Anthomyzidae
W Polsce stwierdzono:
- Anagnota bicolor
- Anthomyza collini
- Anthomyza dissors
- Anthomyza gracilis
- Anthomyza pallida
- Anthomyza pluralis
- Anthomyza sabulosa
- Anthomyza socculata
- Fugomyza albimana
- Paranthomyza nitida
- Stiphrosoma laetum
- Stiphrosoma sabulosum
- Typhamyza bifasciata

### Asteiidae
W Polsce stwierdzono:
- Asteia amoena
- Asteia concinna
- Asteia elegantula
- Leiomyza curvinervis
- Leiomyza dudai
- Leiomyza laevigata
- Leiomyza scatophagina

### Atelestidae
W Polsce stwierdzono tylko:
- Meghyperus sudeticus

### Aulacigastridae
W Polsce stwierdzono tylko:
- Aulacigaster leucopeza

### Bąkowate(Tabanidae)
W Polsce 52 gatunków, w tym:
- Atylotus fulvus
- Atylotus loewianus
- Atylotus plebejus
- Atylotus rusticus
- Atylotus sublunaticornis
- Chrysops caecutiens – ślepak pospolity
- Chrysops divaricatus
- Chrysops paralellogramus
- Chrysops pictus
- Chrysops relictus – ślepak czarnożółty
- Chrysops rufipes
- Chrysops sepulcralis
- Glaucops hirsutus
- Heptatoma pellucens
- Haematopota bigoti
- Haematopota crassicornis
- Haematopota italica
- Haematopota pluvialis – jusznica deszczowa
- Haematopota scutellata
- Haematopota subcylindrica
- Hybomitra auripila
- Hybomitra arpadi
- Hybomitra caucasica
- Hybomitra ciureai
- Hybomitra distinguenda
- Hybomitra kaurii
- Hybomitra lundbecki
- Hybomitra lurida
- Hybomitra micans
- Hybomitra montana – bąk zdobny
- Hybomitra muehlfeldi
- Hybomitra nigricornis
- Hybomitra nitidifrons
- Hybomitra solstitialis
- Hybomitra tarandina
- Pangonius pyritosus
- Philipomyia aprica
- Silvius vituli
- Tabanus autumnalis
- Tabanus bromius – bąk szary
- Tabanus bovinus – bąk bydlęcy
- Tabanus cordiger
- Tabanus glaucopis
- Tabanus lunatus
- Tabanus maculicornis
- Tabanus miki
- Tabanus paradoxus
- Tabanus quatuornotatus
- Tabanus spodopterus
- Tabanus sudeticus – bąk brązowy
- Tabanus tergestinus

### Błotniszkowate(Heleomyzidae)
W Polsce stwierdzono 84 gatunki:
- Acantholeria cineraria
- Eccoptomera emarginata
- Eccoptomera filata
- Eccoptomera inermis
- Eccoptomera longiseta
- Eccoptomera microps
- Eccoptomera obscura
- Eccoptomera ornata
- Eccoptomera pallescens
- Eccoptomera triseta
- Gymnomus amplicornis
- Gymnomus caesius
- Gymnomus ceianui
- Gymnomus czernyi
- Gymnomus europaeus
- Gymnomus sabroskyi
- Gymnomus spectabilis
- Heleomyza captiosa
- Heleomyza modesta
- Heleomyza serrata
- Heleomyza setulosa
- Heteromyza atricornis
- Heteromyza commixta
- Heteromyza oculata
- Heteromyza rotundicornis
- Morpholeria dudai
- Morpholeria innotata
- Morpholeria kerteszii
- Morpholeria ruficornis
- Morpholeria variabilis
- Neoleria flavicornis
- Neoleria fuscicornis
- Neoleria inscripta
- Neoleria ruficauda
- Neoleria ruficeps
- Oecothea dubinini
- Oecothea fenestralis
- Oecothea praecox
- Oldenbergiella brumalis
- Orbellia cuniculorum
- Orbellia hiemalis
- Orbellia myiopiformis
- Schroederella iners
- Scoliocentra brachypterna
- Scoliocentra confusa
- Scoliocentra dupliciseta
- Scoliocentra flavotestacea
- Scoliocentra nigrinervis
- Scoliocentra villosa
- Suillia affinis
- Suillia atricornis
- Suillia bicolor
- Suillia cepelaki
- Suillia crinimana
- Suillia dumicola
- Suillia flava
- Suillia flavifrons
- Suillia fungorum
- Suillia fuscicornis
- Suillia gigantea
- Suillia humilis
- Suillia imberbis
- Suillia laevifrons
- Suillia lurida – błotniszka czosnkówka
- Suillia mikii
- Suillia nemorum
- Suillia notata
- Suillia oldenbergii
- Suillia oxyphora
- Suillia pallida
- Suillia parva
- Suillia pilimana
- Suillia quadrilineata
- Suillia similis
- Suillia umbratica
- Suillia univittata
- Suillia ustulata
- Suillia vaginata
- Suillia variegata
- Tephrochlaena oraria
- Tephrochlamys flavipes
- Tephrochlamys laeta
- Tephrochlamys rufiventris
- Tephrochlamys tarsalis

### Błyskleniowate(Dolichopodidae)
W Polsce stwierdzono 277 gatunków, m.in.:

- Asyndetus latifrons
- Argvra diaphana
- Argyra leucocephula
- Campsicnemus armatus
- Campsicnemus curvipes
- Campsicnemus lumbatus
- Campsicnemus marginatus
- Campsicnemus scamhus
- Chrysotimus concinuus
- Chrysotimus molliculus
- Chrysotus femoratus
- Chrysotus cupreus
- Chrysotus eilipes
- Chrysotus gramineus
- Chrysotus laesus
- Chrysotus microcerus
- Chrysotus neglectus
- Chrysotus pulchellus
- Chrysotus suavis
- Diaphorus hoffmannseggi
- Diaphorus nigricans
- Diaphorus oculatus
- Dolichopus acuticornis
- Dolichopus agilis
- Dolichopus brevipennis
- Dolichopus campestris
- Dolichopus claviger
- Dolichopus griseipennis
- Dolichopus latelimbatus
- Dolichopus linearis
- Dolichopus longicornis
- Dolichopus longitarsis
- Dolichopus nigricornis
- Dolichopus nitidus
- Dolichopus notatus
- Dolichopus nubilus
- Dolichopus pennatus
- Dolichopus plumipes
- Dolichopus plumitarsis
- Dolichopus sabimis
- Dolichopus simplex
- Dolichopus ungulatus – błyskleń zielony
- Hercostomus aerosus
- Hercostomus chrysozygos
- Hercostomus germanus
- Hercostomus nigriplantis
- Hercostomus vivax
- Hydrophorus balticus
- Hydrophorus praecox
- Leucostola vestita
- Medetera diadema
- Medetera chrysotimiformis
- Medetera infumata
- Medetera jacula
- Medetera micacea
- Medetera pallipes
- Medetera plumbella
- Medetera insignis
- Medetera truncorum
- Neurogona erichsoni
- Neurogona pallida
- Neurogona quadrifasciata
- Peodes forcipatus
- Poecilobothrus nobilitatus
- Porphyrops antennata
- Porphyrops basalis
- Porphyrops communis
- Porphyrops fascipes
- Porphyrops laticornis
- Porphyrops penicillatus
- Sciopus albifrons
- Sciopus contristans
- Sciopus longulus
- Sciopus nervosus
- Sciopus platypteriis
- Sympycnus aeneicoxae
- Sympycnus annulipes
- Syntormon pallipes
- Syntormon pumilus
- Systenus leucurus
- Teuchophorus calcaratus
- Thinophilus flavipalpis
- Xanthochlorus ornatus
- Xanthochlorus tenellus
- Xiphandrium caliginosum
- Xiphandrium fasciatum
- Xiphandrium monotreichum

### Bujankowate(Bombyliidae)
Z terenu Polski stwierdzono:

- Anastoechus nitidulus – bujanka kędzierzawa
- Anthrax aethiops aethiops
- Anthrax anthrax – czart smolisty
- Anthrax binotatus
- Anthrax varius – czart srebrnoplamek
- Bombomyia vertebralis
- Bombylella atra – bujanka czarna
- Bombylisoma breviusculum
- Bombylisoma minimum
- Bombylisoma nigriceps
- Bombylius ambustus – bujanka kruczowłosa
- Bombylius analis analis
- Bombylius canescens
- Bombylius cinerascens
- Bombylius citrinus
- Bombylius cruciatus
- Bombylius discolor – bujanka plamoskrzydła
- Bombylius fimbriatus fimbriatus
- Bombylius fulvescens
- Bombylius kutshurganicus
- Bombylius major – bujanka większa
- Bombylius medius – bujanka średnia
- Bombylius minor
- Bombylius nubilus nubilus
- Bombylius pallens – stwierdzenie niepewne
- Bombylius posticus – bujanka puszysta
- Bombylius pumilus
- Bombylius semifuscus
- Bombylius trichurus
- Bombylius venosus – bujanka rzęsówka
- Chalcochiton pallasii
- Conophorus rossicus – murówka stepowa
- Conophorus virescens – murówka zieleniejąca
- Cononedys scutellata
- Cyllenia rustica
- Exhyalanthrax afer – czart szybowiec
- Exhyalanthrax muscarius
- Exoprosopa capucina – skrzydłówka witrażówka
- Exoprosopa cleomene
- Exoprosopa jacchus
- Exoprosopa minos
- Hemipenthes maurus – żałobnica białopasa
- Hemipenthes morio – drogosz żałobny
- Hemipenthes velutina
- Lomatia belzebul
- Lomatia lachesis
- Lomatia lateralis
- Lomatia rogenhoferi
- Lomatia sabaea
- Micomitra stupida
- Phthiria canescens – niszczka zabójka
- Phthiria gaedii
- Phthiria minuta
- Phthiria pulicaria
- Systoechus ctenopterus – bujanka śmigłówka
- Systoechus gradatus
- Thyridanthrax elegans
- Thyridanthrax fenestratus – czart wydmowiec
- Triplasius pictus
- Villa cingulata
- Villa claripennis
- Villa fasciata
- Villa halteralis
- Villa hottentotta – słońcówka sówkówka
- Villa humilis
- Villa ixion – słońcówka srebrnica
- Villa modesta
- Villa occulta
- Villa panisca

### Bzygowate(Syrphidae)
W Polsce stwierdzono 407 gatunki, w tym:

- Anasimyia lineata
- Anasimyia lunulata
- Anasimyia transfuga
- Arctophila bombiformis
- Arctophila mussitans
- Baccha elongata – wrzecień wysmukły
- Baccha obscuripennis
- Brachyopa bicolor
- Brachyopa dorsata
- Brachyopa panzeri
- Brachyopa pilosa
- Brachyopa obscura[38]
- Brachyopa testacea
- Callicera aenea – pozłotka dziuplówka
- Callicera rufa
- Ceriana conopsoides – naprętnik nibyślepek
- Chalcosyrphus pannonicus[39]
- Chalcosyrphus valgus – imik osikowy
- Chamaesyrphus scaevoides
- Cheilosia aerea
- Cheliosa alba[40]
- Cheilosia correcta
- Cheilosia zetterstedti
- Cheilosia aerea – wyrówka dziewannówka
- Cheilosia albipila – wyrówka miodowa
- Cheilosia albitarsis – wyrówka jasnostopa
- Cheilosia angustipennis
- Cheilosia antiqua
- Cheilosia barbata
- Cheilosia honesta
- Cheilosia bergenstammi
- Cheilosia brachysoma
- Cheilosia caerulescens
- Cheilosia canicularis – wyrówka lepiężnikowa
- Cheilosia carbonaria – wyrówka cyranówka
- Cheilosia chloris
- Cheilosia chrysocoma – wyrówka złocista
- Cheilosia conops
- Cheilosia curvinervis
- Cheilosia curvitibia
- Cheilosia cynocephala
- Cheilosia derasa
- Cheilosia fasciata – wyrówka niedźwiedziówka
- Cheilosia flavipes – wyrówka żółtonóżka
- Cheilosia fraterna
- Cheilosia frontalis
- Cheilosia gagatea
- Cheilosia gigantea
- Cheilosia globulipes
- Cheilosia griselIa
- Cheilosia grossa – wyrówka wielka
- Cheilosia hercynie
- Cheilosia himantopa[38] – wyrówka górska
- Cheilosia illustrata – wyrówka włochata
- Cheilosia impressa – wyrówka łopianówka
- Cheilosia impudens
- Cheilosia insignis
- Cheilosia intonsa
- Cheliosa kuznetzovae[41]
- Cheilosia laeviventris
- Cheilosia lasiopa
- Cheilosia latifacies
- Cheilosia lenis
- Cheilosia loewi
- Cheilosia longula
- Cheilosia melanopa
- Cheilosia melanura
- Cheilosia montana
- Cheilosia morio
- Cheilosia mutabilis
- Cheilosia nasutula
- Cheilosia nigripes
- Cheilosia omissa
- Cheilosia orthotricha[38]
- Cheilosia pagana – wyrówka baldaszkówka
- Cheilosia pallipes
- Cheilosia pascuorum
- Cheilosia personata
- Cheilosia pictipennis
- Cheilosia pini
- Cheilosia planifacies
- Cheilosia polita
- Cheilosia praecox
- Cheilosia primulae
- Cheilosia proxima – wyrówka ostrożenka
- Cheilosia pubera – wyrówka kukliczka
- Cheilosia rhynchops
- Cheilosia rotundiventris
- Cheilosia ruficollis
- Cheilosia rufimana
- Cheilosia rufipes
- Cheilosia sahlbergi
- Cheilosia scanica
- Cheilosia scutellata – wyrówka grzybiarka
- Cheilosia semifasciata – wyrówka długobroda
- Cheilosia similis
- Cheilosia soror – wyrówka truflówka
- Cheilosia urbana – wyrówka jastrzębcowa
- Cheilosia variabilis – wyrówka lśniąca
- Cheilosia velutina
- Cheilosia vernalis – wyrówka krwawnikówka
- Cheilosia vicina – wyrówka ciemna
- Cheilosia vulpina – wyrówka włochatka
- Chrysogaster chalybeata
- Chrysogaster macquarti
- Chrysogaster solstitialis
- Chrysogaster viduata
- Chrysogaster virescens[40]
- Chrysotoxum arcuatum
- Chrysotoxum bicinctum – prężec dwupaskowy
- Chrysotoxum cautum
- Chrysotoxum elegans
- Chrysotoxum fasciolatum
- Chrysotoxum festivum
- Chrysotoxum intermedium – prężec łysy
- Chrysotoxum lineare
- Chrysotoxum octomaculatum
- Chrysotoxum vernale
- Chrysotoxum verralli
- Dasysyrphus albostriatus
- Dasysyrphus fruliensis
- Dasysyrphus hilaris
- Dasysyrphus lunulatus
- Dasysyrphus neovenustus[42]
- Dasysyrphus nigricornis
- Dasysyrphus tricinctus
- Dasysyrphus venustus
- Didea alneti
- Didea fasciata
- Didea intermedia
- Doros conopseus
- Epistrophella euchroma
- Episyrphus auricollis
- Episyrphus balteatus – bzyg prążkowany
- Episyrphus cinctellus – bzygówka wiosenna
- Eriozona syrphoides
- Eristalis abusivus
- Eristalis alpinus
- Eristalis anthophorinus
- Eristalis arbustorum
- Eristalis cryptarum
- Eristalis horticola
- Eristalis intricarius – gnojka trzmielowata
- Eristalis jugorum
- Eristalis nemorum
- Eristalis oestraceus
- Eristalis pertinax
- Eristalis picea
- Eristalis pratorum
- Eristalis rupium
- Eristalis tenax – gnojka wytrwała
- Eristalis vitripennis
- Eristalinus sepulchralis
- Eumerus flavitarsis
- Eumerus grandis
- Eumerus ornatus – udnica zdobna
- Eumerus ovatus
- Eumerus ruficornis
- Eumerus sabulonum
- Eumerus strigatus – udnica cebulówka
- Eumerus tarsalis
- Eumerus tricolor
- Eumerus tuberculatus
- Eupeodes corollae – bzyg nadobny
- Eupeodes flaviceps
- Eupeodes latifasciatus
- Eupeodes latilunulatus
- Eupeodes lapponicus
- Eupeodes lundbecki
- Eupeodes luniger
- Eupeodes nilseni
- Eupeodes nitens
- Eupeodes punctifer
- Fagisyrphus cinctus
- Hammerschmidtia ferruginea
- Helophilus affinis
- Helophilus bottnicus
- Helophilus hybridus
- Helophilus parallelus
- Helophilus pendulus
- Heringia heringii
- Heringia senilis
- Ischyrosyrphus glaucius
- Ischyrosyrphus laternarius
- Ischyrosyrphus liophthalmus
- Lathyrophthalmus aeneus
- Lejogaster metallina
- Lejogaster nigricans
- Lejogaster splendida
- Lejops vittatus
- Leucozona lucorum – przepaśnica górska
- Mallota cimbiciformis
- Mallota fuciformis
- Mallota megilliformis
- Mallota tricolor
- Megasyrphus annulipes
- Melangyna barbifrons
- Melangyna compositarum
- Melangyna labiatarum
- Melangyna lasiophthalma
- Melangyna lucifera[38]
- Melangyna pavlovski[43]
- Melangyna quadrimaculata
- Melangyna umbellatarum
- Melanogaster curvistylus[44]
- Melanogaster hirtella
- Melanostoma dubium
- Melanostoma mellinum
- Melanostoma scalare
- Meligramma cingulata
- Meligramma guttata
- Meligramma triangulifera
- Merodon aeneus
- Merodon avidus
- Merodon constans
- Merodon equestris – pobzyga cebularz
- Merodon funestus
- Merodon ruficornis
- Merodon rufus
- Mesembrius peregrinus
- Microdon devius
- Microdon eggeri
- Microdon latifrons
- Microdon mutabilis
- Myathropa florea – kwiatówka zmierzchnicowata
- Myolepta dubia (Myolepta luteola) - kukiełka lśniąca
- Myolepta obscura - kukiełka puszczańska
- Myolepta potens - kukiełka żółtobrzeżka
- Myolepta vara - kukiełka dąbrówka
- Neoascia annexa
- Neoascia geniculata
- Neoascia interrupta
- Neoascia meticulosa (Ascia aenea) - Smuklica jednopaska
- Neoascia obliqua - Smuklica lepiężnikówka
- Neoascia podagrica - Smuklica chytruska
- Neoascia tenur (Neoascia floralis, Ascia dispar) - Smuklica drobna
- Neoascia unifasciata[38]
- Neocnemodon fulvimanus
- Neocnemodon latitarsis
- Neocnemodon pubescens
- Neocnemodon verrucula
- Neocnemodon vitripennis
- Orthonevra brevicornis
- Orthonevra elegans
- Orthonevra frontalis
- Orthonevra geniculata
- Orthonevra incisa
- Orthonevra intermedia
- Orthonevra nobilis
- Orthonevra plumbago
- Orthonevra splendens
- Orthonevra stackelbergi[45]
- Paleocera tricincta
- Paragus albifrons – zgiętwa smużynka
- Paragus bicolor – zgiętwa dwubarwna
- Paragus finitimus – zgiętwa murawowa
- Paragus haemorrhous
- Paragus majoranae
- Paragus quadrifasciatus
- Paragus tibialis
- Parasyrphus annulatus
- Parasyrphus lineola
- Parasyrphus kirgizorum[38]
- Parasyrphus macularis
- Parasyrphus malinellus
- Parasyrphus nigritarsis
- Parasyrphus punctulatus
- Parasyrphus unifasciatus
- Parasyrphus vittiger
- Parhelophilus consimilis
- Parhelophilus frutetorum
- Parhelophilus versicolor
- Pipiza accola – nieżłop wiosenny
- Pipiza austriaca – nieżłop tłustonogi
- Pipiza bimaculata
- Pipiza carbonaria
- Pipiza fasciata
- Pipiza fenestrata
- Pipiza festiva – nieżłop przepasany
- Pipiza lugubris – nieżłop plamoskrzydły
- Pipiza luteitarsis
- Pipiza noctiluca – nieżłop plamkowany
- Pipiza notata
- Pipiza quadrimaculata – nieżłop nakwietny
- Pipiza signata
- Pipizella bispina[46]
- Pipizella varipes
- Platycheirus albimanus
- Platycheirus ambiguus
- Platycheirus angustatus
- Platycheirus clypeatus
- Platycheirus discimanus
- Platycheirus fulviventris
- Platycheirus immarginatus
- Platycheirus latimanus
- Platycheirus manicatus
- Platycheirus melanopsis
- Platycheirus ovalis
- Platycheirus peltatus
- Platycheirus perpallidus
- Platycheirus podagratus
- Platycheirus scambus
- Platycheirus scutatus – płaskoręcz grubostopy
- Platycheirus sticticus
- Platycheirus tarsalis
- Platycheirus transfugus
- Portevinia maculata
- Psarus abdominalis
- Psilota anthracina
- Psilota innupta
- Pyrophaena granditarsa
- Pyrophaena rosarum
- Rhingia austriaca
- Rhingia campestris – toryjka łąkowa
- Rhingia rostrata – toryjka leśna
- Scaeva dignota[47]
- Scaeva pyrastri – bzyg brzęk
- Scaeva selenitica[47]
- Sericomyia lappona
- Sericomyia silentis – cisznica jedwabista
- Spazigaster ambulans
- Sphaerophoria abbreviata
- Sphaerophoria batava[38]
- Sphaerophoria chongjini[48]
- Sphaerophoria menthastri
- Sphaerophoria philanthus
- Sphaerophoria rueppellii
- Sphaerophoria scripta – kuliboda łąkowa
- Sphaerophoria taeniata
- Sphegina clavata[40]
- Sphegina clunipes
- Sphegina klimakowiczi
- Sphegina latifrons
- Sphegina sibirica
- Sphegina spheginea
- Sphegina verecunda
- Sphiximorpha subsessilis
- Spilomyia diophthalma – mierzwica osowata
- Spilomyia manicata – mierzwica czarnostopa
- Spilomyia saltuum
- Syritta pipiens
- Syrphus attenuatus
- Syrphus ribesii – bzyg pospolity
- Syrphus torvus – mszycznik przepasek
- Syrphus vitripennis – mszycznik żółtoczarny
- Temnostoma angustistriatum[49]
- Temnostoma apiforme – morsznica pszczołowata
- Temnostoma bombylans
- Temnostoma meridionale – morsznica buczynowa
- Temnostoma vespiforme – morsznica osowata
- Trichopsomyia flavitarsae
- Triglyphus primus
- Volucella bombylans – trzmielówka łąkowa
- Volucella inanis
- Volucella inflata – trzmielówka długonosa
- Volucella pellucens – trzmielówka leśna
- Volucella zonaria – trzmielówka wielka
- Xanthandrus comtus – milik dziwaczek
- Xanthogramma citrofasciatum – żółtynka żółtoplamka
- Xanthogramma dives[50]
- Xanthogramma laetum – żółtynka przepasana
- Xanthogramma pedissequum – żółtynka ozdobna
- Xylota abiens – imik korzeniowy
- Xylota caeruleiventris[40]
- Xylota coeruleiventris
- Xylota curvipes
- Xylota femorata
- Xylota florum – imik skryty
- Xylota ignava
- Xylota lenta
- Xylota meigeniana – imik osikowy
- Xylota nemorum
- Xylota pigra
- Xylota rufipes
- Xylota segnis – imik zwyczajny
- Xylota sylvarum – imik leśny
- Xylota tarda – imik mniejszy
- Xylota xanthocnema – imik górski

### Camillidae
W Polsce stwierdzono:
- Camilla atrimana
- Camilla glabra

### Chyłkowate(Lonchaeidae)
W Polsce stwierdzono:
- Chaetolonchaea brevipilosa
- Chaetolonchaea dasyops
- Chaetolonchea brevipilosa
- Chaetolonchea dasyops
- Dasiops appendiculus
- Dasiops hennigi
- Dasiops perpropinquus
- Dasiops spatiosus
- Earomyia bazini
- Earomyia impossibile
- Earomyia lonchaeoides
- Earomyia schistopyga
- Earomyia viridana
- Lonchaea albigena
- Lonchaea albitarsis
- Lonchaea britteni
- Lonchaea bruggeri
- Lonchaea chorea – chyłka podkorówka
- Lonchaea collini
- Lonchaea contigua
- Lonchaea contraria
- Lonchaea corusca
- Lonchaea deutschi
- Lonchaea fugax
- Lonchaea hirticeps
- Lonchaea hyalipennis
- Lonchaea laticornis
- Lonchaea laxa
- Lonchaea limatula
- Lonchaea nitens
- Lonchaea obscuritarsis
- Lonchaea palposa
- Lonchaea patens
- Lonchaea peregrina
- Lonchaea scutellaris
- Lonchaea seitneri
- Lonchaea stigmatica
- Lonchaea sylvatica
- Lonchaea tarsata
- Lonchaea ultima
- Lonchaea zetterstedti
- Protearomyia nigra
- Setisquamalonchaea fumosa

### Chyromyidae
W Polsce stwierdzono:
- Chyromya flava
- Chyromya inermis
- Gymnochiromyia flavella
- Gymnochiromyia oppidana

### Clusiidae
W Polsce stwierdzono:
- Clusia flava
- Clusiodes albimanus
- Clusiodes gentilis
- Clusiodes geomyzinus
- Clusiodes ruficollis
- Clusiodes verticalis
- Hendelia beckeri
- Heteromeringia nigrimana
- Paraclusia tigrina

### Włochatkowate(Coelopidae)
W Polsce stwierdzono 2 gatunki:
- Coelopa pilipes
- Coelopa frigida

### Coenomyiidae
W Polsce stwierdzono tylko 2 gatunki:
- Coenomyia errans
- Coenomyia ferruginea

### Curtonotidae
W Polsce stwierdzono tylko 1 gatunek:
- Curtonotum anus

### Diastatidae
W Polsce stwierdzono:
- Campichoeta obscuripennis
- Campichoeta punctum
- Diastata fuscula
- Diastata inornata
- Diastata nebulosa
- Diastata unipunctata
- Diastata vagans
- Euthychaeta spectabilis

### Dryomyzidae
W Polsce stwierdzono:
- Dryomyza decrepita
- Dryomyza flaveola
- Neuroctena anilis

### Dzidnicowate(Lonchopteridae)
W Polsce stwierdzono:
- Lonchoptera fallax
- Lonchoptera furcata
- Lonchoptera lutea
- Lonchoptera nigrociliata
- Lonchoptera scutellata
- Lonchoptera strobli
- Lonchoptera tristis

### Dziupleniowate(Xylophagidae)
W Polsce stwierdzono:
- Xylophagus ater
- Xylophagus cinctus
- Xylophagus compeditus
- Xylophagus junki

### Dziwierkowate(Therevidae)
W Polsce stwierdzono 28 gatunków:
- Acrosathe annulata
- Cliorismia ardea
- Dialineura anilis
- Dichoglena nigripennis
- Pandivirilia eximia
- Pandivirilia fuscipennis
- Pandivirilia melaleuca
- Spiriverpa lunulata
- Thereva apicalis
- Thereva brevicornis
- Thereva cincta
- Thereva cinifera
- Thereva circumscripta
- Thereva fulva – dziewierka żółta
- Thereva handlirchi
- Thereva inornata
- Thereva lanata
- Thereva marginula
- Thereva microcephala
- Thereva neglecta
- Thereva nobilitata – dziewierka łąkowa
- Thereva oculata
- Thereva plebeja – dziewierka plebsówka
- Thereva praecox
- Thereva rustica
- Thereva strigata
- Thereva unica
- Thereva valida

### Gzowate(Oestridae)
W Polsce stwierdzono:
- Cephenemyia auribarbis
- Cephenemyia stimulator – strzykacz sarni
- Cephenemyia ulrichii
- Gasterophilus haemorrhoidalis
- Gasterophilus intestinalis – gzik żołądkowy
- Gasterophilus nasalis
- Gasterophilus pecorum
- Hypoderma bovis – giez bydlęcy duży
- Hypoderma diana – bydleń jeleni
- Hypoderma lineatum – giez bydlęcy mały
- Oestromyia leporina
- Oestrus ovis – giez owczy
- Pharyngomyia picta
- Rhinoestrus purpureus

### Hilarimorphidae
W Polsce tylko:
- Hilarimorpha tristis

### Hybotidae
W Polsce stwierdzono m.in.:
- Bicellaria austriaca
- Bicellaria intermedia
- Bicellaria nigra
- Bicellaria pilosa
- Bicellaria spuria
- Euthyneura gyllenhali
- Euthyneura myrtilli
- Hybos culiciformis
- Hybos femoratus
- Hybos grossipes
- Leptopeza flavipes
- Ocydromia glabricula
- Ocydromia melanopleura
- Oedalea apicalis
- Oedalea flavipes
- Oedalea holmgreni
- Oedalea hybotina
- Oedalea stigmatella
- Oedalea tibialis
- Oedalea tristis
- Oedalea zetterstedti
- Oropezella sphenoptera
- Syneches muscarius
- Syndyas nigripes
- Trichina clavipes
- Trichina elongata
- Trichina pallipes
- Trichinomyia flavipes

### Kalnicowate(Lauxaniidae)
W Polsce stwierdzono:
- Aulogstromyia anisodactyla
- Calliopum aeneum
- Calliopum elisae
- Calliopum geniculatum
- Calliopum simillimum
- Eusapromyza balioptera
- Eusapromyza multipunctata
- Eusapromyza poeciloptera
- Homoneura biumbrata
- Homoneura consobrina
- Homoneura dilecta
- Homoneura interstincta
- Homoneura lamellata
- Homoneura limnea
- Homoneura mediospinoza
- Homoneura minor
- Homoneura modesta
- Homoneura notata
- Lauxania cylindricornis – kalnica długoczułka
- Meiosimyza affinis
- Meiosimyza conjugata
- Meiosimyza decempunctata
- Meiosimyza decipiens
- Meiosimyza illota
- Meiosimyza laeta
- Meiosimyza pallidiventris
- Meiosimyza platycephala
- Meiosimyza rorida
- Meiosimyza stylata
- Meiosimyza subfasciata
- Meiosimyza thoracica
- Meiosimyza vittata
- Minettia austriacaU
- Minettia fasciata
- Minettia filia
- Minettia flaviventris
- Minettia inusta
- Minettia loewi
- Minettia longipennis
- Minettia lupulina
- Minettia plumicornis
- Pachycerina pulchra
- Pachycerina seticornis
- Peplomyza discoidea
- Peplomyza litura
- Sapromyza albiceps
- Sapromyza apicalis
- Sapromyza atripes
- Sapromyza basalis
- Sapromyza hyalinata
- Sapromyza intonsa
- Sapromyza obscuripennis
- Sapromyza obsoleta
- Sapromyza opaca
- Sapromyza quadripunctata
- Sapromyza setiventris
- Sapromyza sexpunctata
- Sapromyza simplicior
- Sapromyza tarsella
- Tricholauxania praeusta
- Trigonometopus frontalis

### Kłośnicowate(Scathophagidae)
W Polsce stwierdzono:
- Acanthocnema glaucescens
- Acanthocnema latipennis
- Acanthocnema nigrimana
- Acerocnema macrocera
- Acerocnema pokornii
- Ceratinostoma ostiorum
- Chaetosa punctipes
- Cleigastra apicalis
- Cordilura ciliata
- Cordilura flavovenosa
- Cordilura fulvipes
- Cordilura picipes
- Cordilura pubera
- Cordilura pudica
- Cordilura rufimana
- Cordilura socialis
- Cordilura umbrosa
- Cordilura albipes
- Cordilura fuscipes
- Cordilura melanacra
- Cordilura ustulata
- Delina carbonaria
- Delina nigrita
- Delina veratri
- Ernoneura argus
- Gonatherus planiceps
- Gymnomera tarsea
- Hydromyza livens
- Megaphthalma pallida
- Megaphthalmoides unilineata
- Microprosopa haemorrhoidalis
- Microprosopa pallidicauda
- Micropselapha filiformis
- Nanna armillata
- Nanna articulata
- Nanna brevifrons
- Nanna fasciata
- Nanna flavipes – kłośnica tymotnica
- Nanna inermis
- Nanna leucostoma
- Nanna loewi
- Nanna mensurata
- Nanna nigrifrontata
- Nanna nigriventris
- Nanna nutans
- Nanna tibiella
- Norellia alpestris
- Norellia armipes
- Norellia femoralis
- Norellia lesgiae
- Norellia liturata
- Norellia nervosa
- Norellia spinimana
- Norellia spinipes
- Norellia striolata
- Orthacheta pilosa
- Parallelomma media
- Parallelomma paridis
- Parallelomma vittata
- Phrosia albilabris
- Phrosia convallariae
- Pogonota barbata
- Scathophaga analis
- Scathophaga arrogans
- Scathophaga cineraria
- Scathophaga furcata
- Scathophaga inquinata
- Scathophaga intermedia
- Scathophaga litorea
- Scathophaga lutaria
- Scathophaga obscura
- Scathophaga scybalaria
- Scathophaga stercoraria – cuchna nawozowa
- Scathophaga suilla
- Scathophaga taeniopa
- Scathophaga tinctinervis
- Spaziphora hydromyzina
- Trichopalpus fraterna

### Kobyliczkowate(Rhagionidae)
W Polsce 29 gatunków, w tym:
- Chrysopilus auratus
- Chrysopilus aureus
- Chrysopilus erythrophthalmus
- Chrysopilus helvolus – kobyliczka złotowłosa
- Chrysopilus luteolus
- Chrysopilus maerens
- Chrysopilus nubecula
- Chrysopilus pullus
- Chrysopilus splendidus
- Ptiolina cinereofasciata
- Ptiolina obscura
- Ptiolina paradoxa
- Ptiolina pellitiocornis
- Rhagio annulatus
- Rhagio conspicuus
- Rhagio immaculatus – kobyliczka ogrodowa
- Rhagio latipennis
- Rhagio lineola
- Rhagio maculatus
- Rhagio notatus
- Rhagio scolopaceus – kobyliczka pniowa
- Rhagio strigosus
- Rhagio tringarius
- Rhagio tristis
- Rhagio vitripennis
- Spania nigra
- Symphoromyia crassicornis
- Symphoromyia melanea

### Lwinkowate(Stratiomyidae)
W Polsce stwierdzono około 58 gatunków, w tym:
- Actina chalybea
- Actina nitens
- Allognosta vagans
- Beris chalybata
- Beris clavipes
- Beris fuscipes
- Beris geniculata
- Beris morrisii
- Beris strobli
- Beris vallata
- Chloromyia formosa – zielonucha kształtna
- Chloromyia speciosa
- Choriops tibialis
- Clitellaria ephippium – siodłówka czerwonogrzbieta
- Eupachygaster tarsalis
- Exodontia dubia
- Lasiopa villosa
- Microchrysa cyaneiventris
- Microchrysa flavicornis
- Microchrysa polita
- Nemotelus brevicornis
- Nemotelus nigrinus
- Nemotelus notatus
- Nemotelus pantherinus – bałamutek bielinek
- Nemotelus uliginosus
- Odontomyia angulata
- Odontomyia annulata
- Odontomyia argentata
- Odontomyia hydroleon
- Odontomyia microleon
- Odontomyia ornata
- Odontomyia tigrina
- Oplodonthia viridula – zbrójka zielona
- Oxycera analis
- Oxycera dives
- Oxycera fallenii
- Oxycera leonina
- Oxycera meigenii
- Oxycera nigricornis
- Oxycera pardalina
- Oxycera pygmaea
- Oxycera rara
- Oxycera terminata
- Oxycera trilineata – przyrówka trójpasa
- Pachygaster atra
- Pachygaster leachii
- Sargus bipunctatus
- Sargus cuprarius
- Sargus flavipes
- Sargus iridatus
- Sargus splendens
- Stratiomys cenisia
- Stratiomys chamaeleon – lwinka kameleon
- Stratiomys concinna
- Stratiomys equestris
- Stratiomys longicornis
- Stratiomys potamida
- Stratiomys ruficornis
- Stratiomys singularior
- Zabrachia minutissima

### Łowikowate(Asilidae)
W Polsce stwierdzono 91 gatunków, w tym:
- Andrenosoma atrum – wierzchołówka czarna
- Andrenosoma albibarbe
- Antipalus varipes
- Asilus crabroniformis – łowik szerszeniak
- Cerdistus geniculatus
- Cyrtopogon laterlis
- Cyrtopogon maculipennis
- Cyrtopogon perrisi
- Cyrtopogon ruficornis
- Dasypogon teutonus
- Dioctria atricapilla
- Dioctria cothurnata
- Dioctria engeli
- Dioctria flavipennis
- Dioctria humeralis
- Dioctria hyalipennis
- Dioctria longicornis
- Dioctria lateralis
- Dioctria oelandica
- Dioctria puerilis
- Dioctria rufipes – pędźka rudonoga
- Dioctria sudetica
- Dysmachus fuscipennis
- Dysmachus picipes
- Dysmachus praemorsus
- Dysmachus stylifer
- Dysmachus trigonus
- Echthistus rufiventris
- Epitriptus cingulatus
- Eutolmus rufibarbis
- Eutolmus sinuatus
- Halopogon dimidiatus
- Halopogon fumipennis
- Halopogon nigripennis
- Halopogon priscus
- Isopogon brevirostris
- Isopogon vitripennis
- Laphria dioctriaeformis
- Laphria ephippium
- Laphria fimbriata
- Laphria flava – wierzchołówka żółtowłosa
- Laphria fuliginosa
- Laphria gibbosa – wierzchołówka włochata
- Laphria gilva
- Laphria ignea
- Laphria marginata – wierzchołówka obrzeżona
- Laphria vulpina
- Lasiopogon cinctus
- Lasiopogon pilosellus
- Leptarthrus brevirostris
- Leptarthrus vitripennis
- Leptogaster cylindrea
- Leptogaster guttiventris
- Machinus atripes
- Machinus arthriticus
- Machinus chrysitis
- Machinus gonatistes
- Machinus incommunis
- Machinus poecilogaster
- Machinus pyragra
- Machinus rusticus
- Machinus setibarbus
- Machinus setulosus
- Machinus strandi
- Molobratia teutonus
- Neoepitriptus setosus
- Neoitamus cothurnatus
- Neoitamus cyanurus – łowczak niebieskawy
- Neoitamus socius
- Neomochtherus geniculatus
- Neomochtherus pallipes
- Pamponerus germanicus – wierzchołówka niemiecka
- Philonicus albiceps
- Pogonosoma maroccanum
- Rhadiurgus variabilis
- Stenopogon callosus
- Stichopogon albofasciatus
- Stilpnogaster aemula
- Stilpnogaster stabilis
- Tolmerus atricapillus – łowiec czarniawy
- Tolmerus atripes
- Tolmerus cingulatus
- Tolmerus incommunis
- Tolmerus poecilogaster
- Tolmerus pyragra
- Tolmerus strandi

### Megamerinidae
W Polsce stwierdzono tylko:
- Megamerina dolium

### Micropezidae
W Polsce stwierdzono:
- Calobata petronella
- Cnodacophora sellata
- Compsobata cibaria
- Compsobata niricornis
- Micropeza corrigiolata
- Micropeza lateralis
- Neria commutata
- Neria ephippium
- Neria femoralis
- Rainieria calceata

### Microphoridae
W Polsce stwierdzono:
- Microphor anomalus
- Microphor crassipes
- Microphor holosericeus
- Microphor intermedius
- Microphorella praecox
- Schistostoma truncatum

### Milichiidae
W Polsce stwierdzono m.in.:
- Camus hemapterus
- Desmometopa m-nigrum
- Desmometopa sordidum
- Leptometopa latipes
- Madiza glabra
- Meoneura bicuspidata
- Meoneura flavifacies
- Meoneura lamellata
- Meoneura neottiophila
- Meoneura vagans
- Phyllomyza beckeri
- Phyllomyza equitans
- Phyllomyza formicae
- Phyllomyza longipalpis
- Phyllomyza securicornis

### Miniarkowate(Agromyzidae)
W Polsce co najmniej 398 gatunków, w tym:
- Agromyza abiens
- Agromyza albipennis
- Agromyza albitarsis
- Agromyza alnibetulae
- Agromyza alnivora
- Agromyza alunulata
- Agromyza ambigua
- Agromyza anthracina
- Agromyza bicaudata
- Agromyza bicophaga
- Agromyza bromi
- Agromyza cinerascens
- Agromyza conjuncta
- Agromyza demeijerei
- Agromyza erythrocephala
- Agromyza felleri
- Agromyza ferruginosa
- Agromyza flaviceps
- Agromyza flavipennis – trawiszka jasnotówka[66]
- Agromyza frontella
- Agromyza graminicola
- Agromyza hendeli
- Agromyza idaeiana
- Agromyza igniceps
- Agromyza intermittens
- Agromyza johannae
- Agromyza lathyri
- Agromyza lithospermi
- Agromyza lucida
- Agromyza masculina
- Agromyza megalopsis
- Agromyza mobilis
- Agromyza myosotidis
- Agromyza nana
- Agromyza nigrella
- Agromyza nigrescens – trawiszka bodziszówka[66]
- Agromyza nigripes
- Agromyza nigrociliata
- Agromyza orobi
- Agromyza phragmitidis
- Agromyza pittodes
- Agromyza polygoni
- Agromyza potentillae – miniarka różowianka[66]
- Agromyza prespana
- Agromyza pseudoreptans
- Agromyza pseudorufipes
- Agromyza pulla
- Agromyza reptans
- Agromyza rondensis
- Agromyza rufipes
- Agromyza salicina
- Agromyza spenceri
- Agromyza spiraeoidearum
- Agromyza sulfuriceps
- Agromyza varicornis
- Agromyza viciae
- Agromyza vicifoliae
- Agromyza woerzi
- Amauromyza carlinae
- Amauromyza chenopodivora
- Amauromyza flavifrons
- Amauromyza gyrans
- Amauromyza karli
- Amauromyza labiatarum
- Amauromyza lamii
- Amauromyza leonuri
- Amauromyza luteiceps
- Amauromyza monfalconensis
- Amauromyza morionella
- Amauromyza obscura
- Amauromyza verbasci
- Aulagromyza anteposita
- Aulagromyza buhri
- Aulagromyza caraganae
- Aulagromyza cornigera
- Aulagromyza discrepans
- Aulagromyza fulvicornis
- Aulagromyza hendeliana
- Aulagromyza heringii
- Aulagromyza luteoscutellata
- Aulagromyza orphana
- Aulagromyza populi
- Aulagromyza populicola
- Aulagromyza similis
- Aulagromyza tremulae
- Aulagromyza tridentata
- Aulagromyza trivittata
- Aulagromyza zernyi
- Calycomyza artemisiae
- Calycomyza humeralis
- Calycomyza solidaginis
- Cerodontha affinis
- Cerodontha alpina
- Cerodontha angulata
- Cerodontha atra
- Cerodontha atronitens
- Cerodontha beigerae
- Cerodontha bimaculata
- Cerodontha biseta
- Cerodontha bohemani
- Cerodontha brisiaca
- Cerodontha calamagrostidis
- Cerodontha capitata
- Cerodontha caricicola
- Cerodontha caricivora
- Cerodontha carpatica
- Cerodontha chaixiana
- Cerodontha crassiseta
- Cerodontha denticornis
- Cerodontha elbergi
- Cerodontha eriophori
- Cerodontha eucaricis
- Cerodontha fasciata
- Cerodontha flavicornis
- Cerodontha flavocingulata
- Cerodontha fulvipes
- Cerodontha geniculata
- Cerodontha handlirschi
- Cerodontha hennigi
- Cerodontha hirtae
- Cerodontha imbuta
- Cerodontha incisa
- Cerodontha inconspicua
- Cerodontha ireos – miniarka irysówka[66]
- Cerodontha lapplandica
- Cerodontha lateralis
- Cerodontha lineella
- Cerodontha luctuosa
- Cerodontha luzulae
- Cerodontha melicae
- Cerodontha mellita
- Cerodontha morosa
- Cerodontha muscina
- Cerodontha phalaridis
- Cerodontha phragmitidis
- Cerodontha phragmitophila
- Cerodontha pseuderrans
- Cerodontha pygmaea
- Cerodontha rohdendorfi
- Cerodontha scirpi
- Cerodontha silvatica
- Cerodontha spinata
- Cerodontha stackelbergi
- Cerodontha staryi
- Cerodontha superciliosa
- Cerodontha suturalis
- Cerodontha venturii
- Cerodontha vigneae
- Cerodontha zoerneri
- Cerodontha zuskai
- Chromatomyia aizoon
- Chromatomyia alpigenae
- Chromatomyia asteris[67]
- Chromatomyia beigerae
- Chromatomyia ciliata
- Chromatomyia farfarella
- Chromatomyia fuscula
- Chromatomyia gentianae
- Chromatomyia gentianella
- Chromatomyia glacialis
- Chromatomyia griffithsiana
- Chromatomyia horticola – miniarka ogrodówka[66]
- Chromatomyia lonicerae
- Chromatomyia luzulae
- Chromatomyia milii
- Chromatomyia nigra
- Chromatomyia norwegica
- Chromatomyia ochracea
- Chromatomyia opacella
- Chromatomyia periclymeni
- Chromatomyia primulae – miniarka pierwiosnkówka[66]
- Chromatomyia pseudogentii
- Chromatomyia ramosa
- Chromatomyia scabiosae
- Chromatomyia scabiosarum
- Chromatomyia scolopendrii
- Chromatomyia skuratowiczi
- Chromatomyia soldanellae
- Chromatomyia styriaca
- Chromatomyia succisae
- Chromatomyia swertiae
- Chromatomyia syngenesiae
- Chromatomyia tschirnhausi
- Galiomyza galiivora
- Galiomyza morio
- Galiomyza violiphaga
- Hexomyza schineri
- Hexomyza simplex
- Hexomyza simplicoides
- Liriomyza amoena
- Liriomyza angulicornis
- Liriomyza aposeridis
- Liriomyza approximata
- Liriomyza artemisicola
- Liriomyza balcanica
- Liriomyza bryoniae – miniarka psiankowianka[66]
- Liriomyza buhri
- Liriomyza cannabis
- Liriomyza centaureae
- Liriomyza cepae
- Liriomyza cicerina
- Liriomyza clarae
- Liriomyza congesta
- Liriomyza demeijerei
- Liriomyza dendranthemae
- Liriomyza dracunculi
- Liriomyza erucifolii
- Liriomyza eupatoriana
- Liriomyza eupatorii
- Liriomyza flaveola
- Liriomyza flavopicta
- Liriomyza graminivora
- Liriomyza groschkei
- Liriomyza gudmanni
- Liriomyza gypsophilae
- Liriomyza hieracii
- Liriomyza hieracivora
- Liriomyza infuscata
- Liriomyza latipalpis
- Liriomyza lutea
- Liriomyza occipitalis
- Liriomyza orbona
- Liriomyza paradigma
- Liriomyza pascuum
- Liriomyza periorbita
- Liriomyza phryne
- Liriomyza pisivora
- Liriomyza polygalae
- Liriomyza ptarmicae
- Liriomyza puella
- Liriomyza pusilla
- Liriomyza pusio
- Liriomyza richteri
- Liriomyza scorzonerae
- Liriomyza sonchi
- Liriomyza soror
- Liriomyza strigata – miniarka powszechnianka[66]
- Liriomyza tanaceti
- Liriomyza taraxaci
- Liriomyza thesii
- Liriomyza tragopogonis
- Liriomyza trifolii
- Liriomyza urophorina
- Liriomyza valerianae
- Liriomyza virgo
- Liriomyza xanthocera
- Melanagromyza aenea
- Melanagromyza aeneoventris
- Melanagromyza albocilia
- Melanagromyza angeliciphaga
- Melanagromyza cunctans
- Melanagromyza dettmeri
- Melanagromyza eupatorii
- Melanagromyza lappae
- Melanagromyza pubescens
- Metopomyza flavonotata
- Metopomyza interfrontalis
- Metopomyza junci
- Metopomyza nigriorbita
- Metopomyza scutellata
- Metopomyza xanthaspioides
- Metopomyza xanthaspis
- Napomyza annulipes
- Napomyza elegans
- Napomyza lateralis
- Napomyza nigriceps
- Nemorimyza posticata
- Ophiomyia beckeri
- Ophiomyia campanularum
- Ophiomyia collini
- Ophiomyia cunctata
- Ophiomyia curvipalpis
- Ophiomyia eucodonus
- Ophiomyia galii
- Ophiomyia heracleivora
- Ophiomyia heringi
- Ophiomyia hieracii
- Ophiomyia labiatarum
- Ophiomyia maura
- Ophiomyia melandricaulis
- Ophiomyia melandryi
- Ophiomyia nasuta
- Ophiomyia orbiculata
- Ophiomyia pinguis
- Ophiomyia pulicaria
- Ophiomyia ranunculicaulis
- Ophiomyia rostrata
- Ophiomyia submaura
- Phytobia cambii
- Phytobia carbonaria
- Phytobia mallochi
- Phytoliriomyza arctica
- Phytoliriomyza dorsata
- Phytoliriomyza hilarella
- Phytoliriomyza melampyga
- Phytoliriomyza mikii
- Phytoliriomyza oasis
- Phytoliriomyza ornata
- Phytoliriomyza perpusilla
- Phytoliriomyza pteridii
- Phytoliriomyza variegata
- Phytoliriomyza venustula
- Phytomyza abdominalis
- Phytomyza aconitella
- Phytomyza aconiti
- Phytomyza aconitophila
- Phytomyza actaeae
- Phytomyza adenostylis
- Phytomyza adjuncta
- Phytomyza aegopodii
- Phytomyza affinis
- Phytomyza agromyzina
- Phytomyza albiceps
- Phytomyza albimargo
- Phytomyza albipennis
- Phytomyza alpina
- Phytomyza alyssi
- Phytomyza anemones
- Phytomyza angelicae
- Phytomyza angelicastri
- Phytomyza aphyllae
- Phytomyza aposeridis
- Phytomyza aquilegiae – miniarka orlikówka[66]
- Phytomyza aquilonia
- Phytomyza araciocesis
- Phytomyza archangelicae
- Phytomyza arnicae
- Phytomyza aronici
- Phytomyza artemisivora
- Phytomyza astrantiae
- Phytomyza aurei
- Phytomyza bipunctata – miniarka przegorzanka[66]
- Phytomyza biseta
- Phytomyza brischkei
- Phytomyza brunnipes
- Phytomyza buhriana
- Phytomyza callianthemi
- Phytomyza calthae
- Phytomyza calthivora
- Phytomyza calthophila
- Phytomyza campanulae
- Phytomyza caulinaris
- Phytomyza cecidonomia
- Phytomyza chaerophylli
- Phytomyza chaerophylliana
- Phytomyza cicutae
- Phytomyza cirsii
- Phytomyza coniopais
- Phytomyza continua
- Phytomyza conyzae
- Phytomyza corvimontana
- Phytomyza crassiseta
- Phytomyza cytisi
- Phytomyza digitalis
- Phytomyza doronici
- Phytomyza dryas
- Phytomyza elsae
- Phytomyza enigmoides
- Phytomyza epistomella
- Phytomyza erigerophila
- Phytomyza eupatorii
- Phytomyza evanescens
- Phytomyza facialis
- Phytomyza fallaciosa
- Phytomyza farfarae
- Phytomyza ferina
- Phytomyza flavicornis
- Phytomyza flavofemorata
- Phytomyza gilva
- Phytomyza glechomae
- Phytomyza griffithsi
- Phytomyza gymnostoma
- Phytomyza hendeli
- Phytomyza heracleana
- Phytomyza heringiana
- Phytomyza homogyneae
- Phytomyza hoppi
- Phytomyza isais
- Phytomyza kaltenbachi
- Phytomyza krygeri
- Phytomyza kyffhusana
- Phytomyza lappae
- Phytomyza latifolii
- Phytomyza leucanthemi
- Phytomyza libanotidis
- Phytomyza linguae
- Phytomyza lithospermi
- Phytomyza lusatica
- Phytomyza lycopi
- Phytomyza marginella
- Phytomyza medicaginis
- Phytomyza melana
- Phytomyza minuscula – miniarka rutewkówka[66]
- Phytomyza montana
- Phytomyza mutellinae
- Phytomyza mylini
- Phytomyza myosotica
- Phytomyza narcissiflorae
- Phytomyza nepetae
- Phytomyza nigricoxa
- Phytomyza nigrifemur
- Phytomyza nigripennis
- Phytomyza notata
- Phytomyza nowakowskiana
- Phytomyza obscura
- Phytomyza obscurella
- Phytomyza origani
- Phytomyza parvicella
- Phytomyza pastinacae
- Phytomyza pauliloewi
- Phytomyza penicilla
- Phytomyza petoei
- Phytomyza peucedani
- Phytomyza periclymeni[68]
- Phytomyza phellandrii
- Phytomyza pieninica
- Phytomyza pimpinellae
- Phytomyza plantaginis
- Phytomyza podagrariae
- Phytomyza ptarmicae
- Phytomyza pubicornis – miniarka podagryczanka[66]
- Phytomyza pullula
- Phytomyza pulmonariae
- Phytomyza pulsatillae
- Phytomyza ranunculi – świtka jaskrolubka[66]
- Phytomyza ranunculicola
- Phytomyza ranunculivora – świtka jaskrówka[66]
- Phytomyza rapunculi
- Phytomyza rhabdophora
- Phytomyza rostrata[31]
- Phytomyza rufescens
- Phytomyza rufipes
- Phytomyza rydeni
- Phytomyza salviae
- Phytomyza scolopendrii
- Phytomyza scotina
- Phytomyza sedicola
- Phytomyza selini
- Phytomyza senecionis
- Phytomyza sii
- Phytomyza silai
- Phytomyza socia
- Phytomyza solidaginis
- Phytomyza sphondyliivora
- Phytomyza spondylii
- Phytomyza stolonigena
- Phytomyza tanaceti
- Phytomyza tenella
- Phytomyza tetrasticha
- Phytomyza thalictricola
- Phytomyza thymi
- Phytomyza thysellini
- Phytomyza thysellinivora
- Phytomyza tussilaginis
- Phytomyza varipes
- Phytomyza virgaureae
- Phytomyza vitalbae
- Phytomyza wahlgreni
- Phytomyza zarzyckii
- Pseudonapomyza atra
- Pseudonapomyza balkanensis[69]
- Pseudonapomyza europaea
- Trilobomyza flavifrons – miniarka goździkówka[66]

### Mrokawkowate(Nycteribiidae)
W Polsce stwierdzono 11 gatunków, w tym:
- Basilia italica
- Basilia nana
- Nycteribia kolenatii
- Nycteribia latreillii
- Nycteribia vexata
- Penicillidia dufouri[70]
- Penicillidia monoceros

### Muchowate(Muscidae)
W Polsce 278 gatunków, w tym:
- Azelia aterrima
- Azelia cilipes
- Azelia gibbera
- Azelia nebulosa
- Azelia triquetra
- Azelia zetterstedtii
- Brontaea humilis
- Coenosia acuminata
- Coenosia agromyzina
- Coenosia albicornis
- Coenosia ambulans
- Coenosia antennata
- Coenosia atra
- Coenosia bilineella
- Coenosia campestris
- Coenosia distinguens
- Coenosia femoralis
- Coenosia flavicornis
- Coenosia flavimana
- Coenosia genualis
- Coenosia humilis
- Coenosia intermedia
- Coenosia means
- Coenosia mollicula
- Coenosia nigridigita
- Coenosia octopunctata
- Coenosia paludis
- Coenosia pedella
- Coenosia perpusilla
- Coenosia pulicaria
- Coenosia pumila
- Coenosia pygmaea
- Coenosia rufipalpis
- Coenosia strigipes
- Coenosia testacea
- Drymeia alpicola
- Drymeia brumalis
- Drymeia cinerea
- Drymeia hamata
- Drymeia tetra
- Drymeia vicana
- Graphomya maculata[71]
- Graphomya minor[71]
- Hebecnema fumosa
- Hebecnema nigra
- Hebecnema nigricolor
- Hebecnema umbratica
- Hebecnema vespertina
- Helina abdominalis
- Helina allotalla
- Helina annosa
- Helina atricolor
- Helina calceata
- Helina celsa
- Helina ciliata
- Helina ciliatocosta
- Helina cilipes
- Helina cinerella
- Helina confinis
- Helina consimilis
- Helina cothurnata
- Helina crinita
- Helina depuncta
- Helina evecta
- Helina fratercula
- Helina impuncta
- Helina lasiophthalma
- Helina latitarsis
- Helina laxifrons
- Helina luteisquama
- Helina maculipennis
- Helina moedlingensis
- Helina obscurata
- Helina obscuratoides
- Helina obtusipennis
- Helina pandellei
- Helina parcepilosa
- Helina pertusa
- Helina protuberans
- Helina pubescens
- Helina pubiseta
- Helina quadrinotata
- Helina quadrum
- Helina reversio
- Helina setiventris
- Helina sexmaculata
- Helina subvittata
- Helina tetrastigma
- Helina trivittata
- Hydrotaea albipuncta
- Hydrotaea armipes
- Hydrotaea basdeni
- Hydrotaea borussica
- Hydrotaea capensis
- Hydrotaea cyrtoneurina
- Hydrotaea dentipes
- Hydrotaea diabolus
- Hydrotaea floccosa
- Hydrotaea glabricula
- Hydrotaea ignava
- Hydrotaea irritans
- Hydrotaea meridionalis
- Hydrotaea meteorica
- Hydrotaea militaris
- Hydrotaea palaestrica
- Hydrotaea pandellei
- Hydrotaea pellucens
- Hydrotaea penicillata
- Hydrotaea pilipes
- Hydrotaea pilitibia
- Hydrotaea similis
- Hydrotaea tuberculata
- Hydrotaea velutina
- Limnophora exuta
- Limnophora latevittata
- Limnophora maculosa
- Limnophora nigripes
- Limnophora pandellei
- Limnophora pollinifrons
- Limnophora riparia
- Limnophora scrupulosa
- Limnophora tigrina
- Limnophora triangula
- Limnophora uniseta
- Lispe assimilis
- Lispe caesia
- Lispe consanguinea
- Lispe flavicincta
- Lispe frigida
- Lispe hydromyzina
- Lispe litorea
- Lispe loewi
- Lispe melaleuca
- Lispe nana
- Lispe pygmaea
- Lispe superciliosa
- Lispe tentaculata
- Lispe uliginosa
- Lophosceles cinereiventris
- Lophosceles mutatus
- Morellia aenescens
- Morellia asetosa
- Morellia hortorum
- Morellia podagrica
- Morellia simplex
- Musca autumnalis – mucha jesienna
- Musca domestica – mucha domowa
- Musca larvipara
- Musca osiris
- Musca tempestiva
- Muscina levida
- Muscina pascuorum
- Muscina prolapsa
- Muscina stabulans
- Mydaea ancilla
- Mydaea anicula
- Mydaea corni
- Mydaea electa
- Mydaea humeralis
- Mydaea nebulosa
- Mydaea nubila
- Mydaea orthonevra
- Mydaea setifemur
- Mydaea urbana
- Myospila bimaculata
- Myospila meditabunda
- Phaonia aeneiventris
- Phaonia alpicola
- Phaonia angelicae
- Phaonia angulicornis
- Phaonia apicalis
- Phaonia atriceps
- Phaonia bitincta
- Phaonia cincta
- Phaonia consobrina
- Phaonia czernyi
- Phaonia errans
- Phaonia erronea
- Phaonia exoleta
- Phaonia falleni
- Phaonia fuscata
- Phaonia gobertii
- Phaonia gracilis
- Phaonia halterata
- Phaonia hirtifrons
- Phaonia hybrida
- Phaonia incana
- Phaonia jaroschewskii
- Phaonia jugorum
- Phaonia laeta
- Phaonia latifrontalis
- Phaonia lugubris
- Phaonia magnicornis
- Phaonia meigeni
- Phaonia mystica
- Phaonia nymphaearum
- Phaonia pallida
- Phaonia palpata
- Phaonia perdita
- Phaonia pratensis
- Phaonia rufipalpis
- Phaonia rufiventris
- Phaonia scutellata
- Phaonia serva
- Phaonia siebecki
- Phaonia steinii
- Phaonia subventa
- Phaonia tiefii
- Phaonia trimaculata
- Phaonia tuguriorum
- Phaonia valida
- Phaonia villana
- Phaonia zugmayeriae
- Spilogona acrostichalis
- Spilogona aerea
- Spilogona atricans
- Spilogona baltica
- Spilogona brunneisquama
- Spilogona carbonella
- Spilogona contractifrons
- Spilogona denigrata
- Spilogona depressula
- Spilogona dispar
- Spilogona kuntzei
- Spilogona leucogaster
- Spilogona litorea
- Spilogona marginifera
- Spilogona meadei
- Spilogona pacifica
- Spilogona scutulata
- Spilogona solitariana
- Spilogona surda
- Spilogona varsaviensis
- Spilogona veterrima
- Stomoxys calcitrans – bolimuszka kleparka
- Thricops aculeipes
- Thricops beckeri
- Thricops culminum
- Thricops cunctans
- Thricops diaphanus
- Thricops genarum
- Thricops innocuus
- Thricops longipes
- Thricops nigrifrons
- Thricops nigritellus
- Thricops semicinereus
- Thricops simplex
- Thricops sudeticus

### Narzępikowate(Hippoboscidae)
W Polsce stwierdzono 11 gatunków, w tym:
- Crataerina pallida – kurcinka
- Hippobosca equina – narzępik koński
- Lipoptena cervi – strzyżak sarni
- Lipoptena fortisetosa[73]
- Melophagus ovinus – wpleszcz owczy
- Ornithophila metallica
- Ornithomya avicularia – ptasznica przydymiona
- Ornithomya biloba
- Ornithomya chloropus
- Ornithomya fringillina
- Stenepteryx hirundinus

### Nasionnicowate(Tephritidae)
W Polsce stwierdzono:
- Acidia cognata
- Anomoia permunda
- Ceratitis capitata – owocanka południówka
- Cryptaciura rotundiventris
- Euleia heraclei – liściolubka selerowa
- Euphranta connexa
- Gonioglossum wiedemanni
- Myoleja caesio
- Myoleja lucida
- Myopites inulaedyssentericae
- Platyparea discoidea
- Platyparea poeciloptera
- Rhacochlaena toxoneura
- Rhagoletis alternata
- Rhagoletis cerasi – nasionnica trześniówka
- Rhagoletis meigeni
- Rhagoletis pomonella – nasionnica jabłkówka
- Trypeta artemisiae – zapaska bylicówka
- Trypeta hamifera
- Trypeta zoe
- Urophora affinis
- Urophora aprica
- Urophora cardui
- Urophora congrua
- Urophora dzieduszyckii
- Urophora eriolepidis
- Urophora jaceana
- Urophora jaculata
- Urophora quadrifasciata
- Urophora solstitialis
- Urophora stylata
- Vidalia cornuta
- Vidalia spinifrons
- Vidalia spinulosa

### Niezmiarkowate(Chloropidae)
W Polsce stwierdzono 184 gatunki, w tym:

- Aphanotrigonum beschovskii
- Aphanotrigonum cinctellum
- Aphanotrigonum femorella
- Aphanotrigonum meijerei
- Aphanotrigonum nigripes
- Aphanotrigonum trilineatum
- Calamoncosis aprica
- Calamoncosis glyceriae
- Calamoncosis minima
- Cetema cereris
- Cetema elongata
- Cetema myopina
- Cetema neglecta
- Chlorops anthracophagoideus
- Chlorops brevifrons
- Chlorops brevimanus
- Chlorops centromaculatus
- Chlorops dasycerus
- Chlorops fasciatus
- Chlorops figuratus
- Chlorops finitimus
- Chlorops frontosus
- Chlorops germinatus
- Chlorops gracilis
- Chlorops hypostigma
- Chlorops interruptus
- Chlorops laetus
- Chlorops meigeni
- Chlorops novakii
- Chlorops planifrons
- Chlorops pumilionis – niezmiarka paskowana
- Chlorops ringens
- Chlorops rossicus
- Chlorops rufinus
- Chlorops scalaris
- Chlorops serenus
- Chlorops speciosus
- Chlorops triangularis
- Chlorops troglodytes
- Chlorops varsoviensis
- Conioscinella elegans
- Conioscinella flavifrons
- Conioscinella frontella
- Conioscinella gallarum
- Conioscinella halofila
- Conioscinella sordidella
- Conioscinella zetterstedtii
- Cryptonevra diadema
- Cryptonevra flavitarsis
- Cryptonevra nigritarsis
- Cryptonevra tarsata
- Dicraeus fennicus
- Dicraeus ingratus
- Dicraeus polonicus
- Dicraeus tibialis
- Dicraeus vagans
- Elachiptera brevipennis
- Elachiptera cornuta
- Elachiptera diastema
- Elachiptera tuberculifera
- Epichlorops puncticollis
- Eribolus hungaricus
- Eribolus nana
- Eribolus slesvicensis
- Eutropha variegata
- Fiebriegella brevibucca
- Fiebriegella palposa
- Gampsocera numerata
- Gaurax borealis
- Gaurax dubius
- Gaurax fascipes
- Gaurax flavoscutellatus
- Gaurax leucarista
- Gaurax niger
- Gaurax polonicus
- Gaurax strobilum
- Hapleginella laevifrons
- Incertella albipalpis
- Incertella kerteszi
- Lasiosina albipila
- Lasiosina cintipes
- Lasiosina inconstans
- Lipara lucens
- Lipara similis
- Melanochaeta opaca
- Melanochaeta pubescens
- Melanum laterale
- Meromyza bohemica
- Meromyza cephalata
- Meromyza coronoseta
- Meromyza curvinervis
- Meromyza eduardi
- Meromyza elongata
- Meromyza femorata
- Meromyza hybrida
- Meromyza inornata
- Meromyza laeta
- Meromyza mosquensis
- Meromyza nigriseta
- Meromyza nigriventris
- Meromyza obtusa
- Meromyza orientalis
- Meromyza pallida
- Meromyza palposa
- Meromyza pluriseta
- Meromyza pratorum
- Meromyza rostrata
- Meromyza rotundata
- Meromyza rufa
- Meromyza saltatrix
- Meromyza sororcula
- Meromyza triangulina
- Meromyza variegata
- Meromyza zachvatkini
- Metopostigma polonicum
- Oscinella angustipennis
- Oscinella cariciphila
- Oscinella frit – ploniarka zbożówka
- Oscinella hortensis
- Oscinella maura
- Oscinella nigerrima
- Oscinella nitidissima
- Oscinella pusilla
- Oscinella trigonella
- Oscinimorpha albisetosa
- Oscinimorpha arcuata
- Oscinimorpha minutissima
- Oscinimorpha sordidissima
- Oscinisoma germanicum
- Oscinisoma gilvipes
- Parectecephala longicornis
- Platycephala planifrons
- Pseudopachychaeta approximatonervis
- Pseudopachychaeta ruficeps
- Rhodesiella plumiger
- Rhopalopterum anthracina
- Rhopalopterum atricilla
- Rhopalopterum femoralis
- Siphonella oscinina
- Thaumatomyia elongatula
- Thaumatomyia glabra
- Thaumatomyia hallandica
- Thaumatomyia notata
- Thaumatomyia rufa
- Thaumatomyia trifasciata
- Trachysiphonella scutellata
- Trichieurina pubescens
- Tricimba cincta
- Tricimba lineella

### Niżnicowate(Opomyzidae)
W Polsce stwierdzono:
- Geomyza apicalis
- Geomyza breviseta
- Geomyza combinata
- Geomyza hendeli
- Geomyza paganetti
- Geomyza tripunctata
- Geomyza venusta
- Opomyza florum
- Opomyza germinationis
- Opomyza lineatopunctata
- Opomyza petrei
- Opomyza punctata
- Opomyza punctella

### Odiniidae
W Polsce stwierdzono:
- Odinia boletina
- Odinia loewi
- Odinia maculata
- Odinia meijerei
- Odinia xanthocera
- Neoalticomerus formosus

### Opetiidae
W Polsce stwierdzono tylko:
- Opetia nigra[74]

### Opękowate(Acroceridae)
W Polsce stwierdzono 8 gatunków:
- Acrocera orbicula
- Acrocera sanguinea
- Ogcodes fumatus
- Ogcodes gibbosus
- Ogcodes pallipes
- Ogcodes reginae
- Ogcodes varius
- Ogcodes zonatus

### Pallopteridae
W Polsce stwierdzono:

- Eurygnathomyia bicolor
- Palloptera bimaculata
- Palloptera flava
- Palloptera formosa
- Palloptera marginata
- Palloptera umbellatarum
- Palloptera ustulata
- Temnosira ambusta
- Temnosira saltuum
- Toxoneura basimaculata
- Toxoneura laetabilis
- Toxoneura modesta
- Toxoneura quinquemaculata
- Toxoneura trimacula
- Toxoneura usta
- Toxoneura venusta

### Periscelididae
W Polsce stwierdzono:
- Periscelis annulata[31]
- Periscelis annulipes

### Phaeomyiidae
W Polsce stwierdzono:
- Pelidnoptera fuscipennis
- Pelidnoptera leptiformis[77]
- Pelidnoptera nigripennis

### Pipunculidae
W Polsce stwierdzono:
- Cephalops aeneus
- Cephalops annulipes
- Cephalops braueri
- Cephalops furcatus
- Cephalops obtusinervis
- Cephalops semifumosus
- Cephalops vestitus
- Chalarus basalis
- Chalarus fimbriatus
- Chalarus latifrons
- Chalarus spurius
- Dorylomorpha aczeli
- Dorylomorpha albitarsis
- Dorylomorpha clavifemora
- Dorylomorpha confusa
- Dorylomorpha extricata
- Dorylomorpha haemorrhoidalis
- Dorylomorpha hungarica
- Dorylomorpha incognita
- Dorylomorpha infirmata
- Dorylomorpha maculata
- Dorylomorpha rufipes
- Dorylomorpha xanthocera
- Dorylomorpha xanthopus
- Eudorylas coloratus
- Eudorylas electus
- Eudorylas elephas
- Eudorylas fascipes
- Eudorylas fuscipes
- Eudorylas fusculus
- Eudorylas inferus
- Eudorylas kowarzi
- Eudorylas melanostolus
- Eudorylas montium
- Eudorylas obtusicornis
- Eudorylas ruralis
- Eudorylas sericeus
- Eudorylas subfascipes
- Eudorylas terminalis
- Eudorylas unicolor
- Eudorylas zonatus
- Eudorylas zonellus
- Jassidophaga pilosa
- Jassidophaga villosa
- Nephrocerus flavicornis
- Nephrocerus scutellatus
- Pipunculus campestris
- Pipunculus spinipes
- Pipunculus thomsoni
- Pipunculus varipes
- Pipunculus zugmayeriae
- Tomosvaryella geniculata
- Tomosvaryella littoralis
- Tomosvaryella minima
- Tomosvaryella sylvatica
- Verrallia aucta

### Platypezidae
W Polsce stwierdzono:
- Agathomyia antennata
- Agathomyia elegantula
- Agathomyia falleni
- Agathomyia sexmaculata
- Agathomyia unicolor
- Agathomyia viduella
- Agathomyia wankowiczii
- Agathomyia zetterstedti
- Bolopus furcatus
- Callomyia amoena
- Callomyia elegans
- Callomyia speciosa
- Paraplatypeza atra
- Platypeza aterrima
- Platypeza consobrina
- Platypeza fasciata
- Platypezina connexa
- Polyporivora boletina
- Polyporivora infumata
- Polyporivora picta
- Protoclythia modesta
- Protoclythia rufa

### Platystomatidae
W Polsce stwierdzono m.in.:
- Platystoma lugubre
- Platystoma seminationis
- Platystoma umbrarum
- Rivellia syngenesiae

### Plujkowate(Calliphoridae)
W Polsce stwierdzono ponad 69 gatunków, w tym:
- Angioneura acerba
- Angioneura cyrtoneurina[78]
- Angioneura fimbriata
- Bellardia bayeri
- Bellardia obsoleta
- Bellardia pandia
- Bellardia polita
- Bellardia pubicornis
- Bellardia stricta
- Bellardia tatrica
- Bellardia vespillo
- Bellardia viarum
- Bellardia vulgaris
- Calliphora genarum
- Calliphora loewi
- Calliphora rohdendorfi[79]
- Calliphora stelviana
- Calliphora subalpina
- Calliphora uralensis
- Calliphora vicina – plujka pospolita
- Calliphora vomitoria – plujka burczało
- Chrysomya albiceps[80]
- Cynomya mortuorum – trupnica padlinówka
- Eggisops pecchioli
- Eurychaeta muscaria
- Eurychaeta palpalis
- Lucilia ampullacea
- Lucilia bufonivora – mucha ropuszanka
- Lucilia caesar – padlinówka cesarska
- Lucilia illustris
- Lucilia magnicornis
- Lucilia pilosiventris
- Lucilia regalis
- Lucilia richardsi
- Lucilia sericata – lucilia skórnica
- Lucilia silvarum
- Melanomya nana
- Melinda viridicyanea
- Melinda gentilis
- Morinia melanoptera
- Onesia austriaca
- Onesia floralis
- Onesia kowarzi
- Onesia zumpti
- Phormia regina
- Pollenia amentaria
- Pollenia angustigena
- Pollenia atramentaria
- Pollenia dasypoda
- Pollenia griseotomentosa
- Pollenia hungarica
- Pollenia intermedia
- Pollenia labialis
- Pollenia mayeri
- Pollenia moravica[81]
- Pollenia pectinata
- Pollenia pediculata
- Pollenia rudis
- Pollenia similis
- Pollenia vagabunda
- Pollenia venturii
- Pollenia vera
- Protocalliphora azurea
- Protocalliphora chrysorrhoea
- Protocalliphora falcozi
- Protocalliphora peusi
- Protocalliphora proxima
- Protophormia terraenovae
- Stomorhina lunata
- Trypocalliphora braueri

### Połyśnicowate(Psilidae)
W Polsce stwierdzono 33 gatunki:
- Chamaepsila atra
- Chamaepsila audouini
- Chamaepsila bicolor
- Chamaepsila buccata
- Chamaepsila hennigi
- Chamaepsila humeralis
- Chamaepsila limbatella
- Chamaepsila morio
- Chamaepsila nigra
- Chamaepsila nigricornis
- Chamaepsila obscuritarsis
- Chamaepsila pallida
- Chamaepsila pectoralis
- Chamaepsila problematica
- Chamaepsila rosae – połyśnica marchwianka
- Chamaepsila rufa
- Chamaepsila villosula
- Chyliza annulipes
- Chyliza extenuata
- Chyliza leptogaster
- Chyliza nova
- Chyliza vittata
- Loxocera albiseta
- Loxocera aristata
- Loxocera fulviventris
- Loxocera hoffmannseggi
- Loxocera nigrifrons
- Loxocera sylvatica
- Oxypsila abdominalis
- Psila fimetaria
- Psila merdaria
- Psilosoma audouini
- Psilosoma lefebvrei

### Popstruchowate(Athericidae)
W Polsce stwierdzono 3 gatunki:
- Atherix ibis – popstrucha ibiska
- Atrichops crassipes
- Ibisia marginata

### Pośniadkowate(Xylomyidae)
W Polsce stwierdzono 2 gatunki:
- Solva marginata
- Xylomya maculata

### Pseudopomyzidae
W Polsce stwierdzono jeden gatunek:
- Pseudopomyza atrimana[74]

### Pyrgotidae
W Polsce stwierdzono jeden, prawdopodobnie już wymarły gatunek:
- Adapsilia coarctata

### Rączycowate(Tachinidae)
W Polsce stwierdzono ponad 500 gatunków:
- Acemya acuticornis
- Acemya rufitibia
- Actia crassicornis
- Actia dubitata
- Actia infantula
- Actia lamia
- Actia maksymovi
- Actia nigroscutellata
- Actia nudibasis
- Actia pilipennis
- Admontia blanda
- Admontia grandicornis
- Admontia maculisquama
- Admontia podomyia
- Admontia seria
- Admontia stackelbergi
- Allophorocera ferruginea
- Allophorocera pachystyla
- Allophorocera rutila
- Alsomyia capillata
- Alsomyia confinis
- Anthomyiopsis nigrisquamata
- Aphantorhaphopsis samarensis
- Aphantorhaphopsis selecta
- Aphantorhaphopsis siphonoides
- Aphantorhaphopsis verralli
- Aphria longilingua
- Aphria longirostris
- Aplomya confinis
- Appendica truncata
- Athrycia curvinervis
- Athrycia impressa
- Athrycia trepida
- Atylomyia loewi
- Atylostoma tricolor
- Bactromyia aurulenta
- Baumhaueria goniaeformis
- Baumhaueria tibialis
- Belida angelicae
- Belida latifrons
- Bessa parallela
- Bessa selecta
- Besseria anthophila
- Besseria dimidiata
- Besseria lateritia
- Besseria melanura
- Billaea adelpha
- Billaea irrorata
- Billaea kolomyetzi
- Billaea pectinata
- Billaea quadrinota
- Billaea triangulifera
- Bithia geniculata
- Bithia glirina
- Bithia modesta
- Bithia spreta
- Blepharipa pratensis
- Blepharipa schineri
- Blepharomyia angustifrons
- Blepharomyia pagana
- Blepharomyia piliceps
- Blondelia inclusa
- Blondelia nigripes
- Blondelia piniariae
- Blondelia pinivorae[87]
- Bothria frontosa
- Bothria subalpina
- Brachicheta strigata
- Brachychaeta strigata
- Brullaea ocypteroidea
- Buquetia musca
- Cadurciella tritaeniata
- Campylocheta fuscinervis
- Campylocheta inepta
- Campylocheta mariae
- Campylocheta praecox
- Campylocheta similis
- Carcelia bombylans
- Carcelia dubia
- Carcelia falenaria
- Carcelia gnava
- Carcelia iliaca
- Carcelia laxifrons
- Carcelia lucorum
- Carcelia puberula
- Carcelia rasa
- Carcelia rasella
- Carcelia tibialis
- Carcelina stackelbergi
- Ceranthia abdominalis
- Ceranthia lichtwardtiana
- Ceranthia pallida
- Ceranthia selecta
- Ceranthia siphonoides
- Ceranthia verralli
- Carcelia bombylans
- Carcelia dubia
- Carcelia gnava
- Carcelia iliaca
- Carcelia kowarzi[88]
- Carcelia laxifrons
- Carcelia lucorum
- Carcelia rasa
- Carcelia rasella
- Carcelia falenaria
- Carcelia tibialis
- Carcelina stackelbergi
- Catharosia flavicornis
- Catharosia pygmaea
- Ceromasia rubrifrons
- Ceromya bicolor
- Ceromya flaviceps
- Ceromya flaviseta
- Ceromya monstrosicornis
- Ceromya silacea
- Chetogena fasciata
- Chetogena filipalpis
- Chetogena media
- Chetogena obliquata
- Chetogena tschorsnigi
- Chetoptilia puelia
- Cinohira atra
- Cistogaster globosa
- Clairvilla biguttata
- Clemelis pullata
- Cleonice callida
- Cleonice keteli
- Cleonice nitidiuscula
- Clytiomya continua
- Compsilura concinnata
- Cylindromyia auriceps
- Cylindromyia brassicaria – walcownica jagodnica
- Cylindromyia brevicornis
- Cylindromyia crassa
- Cylindromyia intermedia
- Cylindromyia interrupta
- Cylindromyia pilipes – walcownica włochatka
- Cylindromyia pusilla
- Cyrtophleba ruricola
- Cyrtophleba vernalis
- Cyzenis albicans
- Cyzenis jucunda
- Demoticus plebejus
- Dexia rustica
- Dexia vacua
- Dexiosoma caninum
- Dinera carinifrons
- Dinera ferina
- Dinera grisescens
- Dionaea aurifrons
- Diplostichus janithrix
- Drino atropivora
- Drino bohemica
- Drino gilva
- Drino inconspicua
- Drino lota
- Drino vicina
- Dufouria chalybeata
- Dufouria nigrita
- Dufouria occlusa
- Ectophasia crassipennis – paśnica tarczówkowa
- Ectophasia oblonga
- Eliozeta helluo
- Eliozeta pellucens
- Eloceria delecta
- Elodia ambulatoria
- Elodia morio
- Elomya lateralis
- Epicampocera succinata
- Eporomyia kaufmanni
- Eriothrix accolus
- Eriothrix apenninus
- Eriothrix argyreatus
- Eriothrix micronyx
- Eriothrix prolixa
- Eriothrix rufomaculatus
- Ernestia laevigata
- Ernestia puparum
- Ernestia rudis – worecznica łuskowata
- Ernestia vagans
- Erycia fatua
- Erycia festinans
- Erycilla ferruginea
- Erynnia ocypterata
- Erythrocera nigripes
- Estheria bohemani
- Estheria cristata
- Estheria petiolata
- Estheria picta
- Exorista deligata
- Exorista fasciata
- Exorista filipalpis
- Exorista glossatorum
- Exorista larvarum – rączyca larwalka
- Exorista mimula
- Exorista nova
- Exorista pratensis
- Exorista rustica – rączyca wieśniaczka
- Exorista sorbilans
- Exorista tubulosa
- Exorista xanthaspis
- Euexorista obumbrata
- Eulapidogaster setifaces
- Eumea linearicornis
- Eumea mitis
- Eurithia anthophila
- Eurithia caesia
- Eurithia connivens
- Eurithia consobrina
- Eurithia consorbina
- Eurithia intermedia
- Eurithia juncta
- Eurithia vivida
- Eurysthaea scutellaris
- Freraea gagatea
- Frontina laeta
- Fausta nemorum
- Gastrolepta anthracina
- Germaria angustata
- Germaria ruficeps
- Gonia capitata
- Gonia divisa
- Gonia foersteri
- Gonia ornata
- Gonia picea
- Gonia sicula
- Gonia simplex
- Gonia vacua
- Goniocera schistacea
- Goniocera versicolor
- Graphogaster brunnescens
- Gymnochaeta viridis
- Gymnocheta magna
- Gymnocheta viridis
- Gymnosoma clavatum
- Gymnosoma costatum
- Gymnosoma desertorum
- Gymnosoma dolycoridis
- Gymnosoma inornatum
- Gymnosoma nitens
- Gymnosoma nudifrons
- Gymnosoma rotundatum
- Gymnosoma rungsi
- Halidaya aurea
- Hebia flavipes
- Hemimacquartia paradoxa
- Hemyda obscuripennis
- Hemyda vittata
- Hubneria affinis
- Hyalurgus lucidus
- Hyleourus eratus
- Isochaeta cinerea
- Isochaeta hemichaeta
- Isochaeta longicornis
- Kirbya moerens
- Kirbya unicolor
- Klugia marginata
- Labigastrea forcipata
- Lecanipa bicincta
- Lecanipa leucomelas
- Leiophora innoxia
- Leskia aurea
- Leucostoma anthracinum
- Leucostoma simplex
- Leucostoma tetraptera
- Ligeria angusticornis
- Ligeriella aristata
- Linnaemyia comta
- Linnaemyia fissiglobula
- Linnaemyia haemorrhoidalis
- Linnaemyia impudica
- Linnaemyia litosiophaga
- Linnaemyia montshadskyi
- Linnaemyia olsufjevi
- Linnaemyia picta
- Linnaemyia rossica
- Linnaemyia tessellans
- Linnaemyia vulpina
- Litophasia hyalipennis
- Loewia alpestris
- Loewia brevifrons
- Loewia foeda
- Loewia phaeoptera
- Loewia setibarba
- Loewia submetalica
- Lophosia fasciata
- Lydella grisescens
- Lydella lacustris
- Lydella ripae
- Lydella stabulans
- Lydella thompsoni
- Macquartia chalconota
- Macquartia dispar
- Macquartia grisea
- Macquartia nudigena
- Macquartia praefica
- Macquartia pubiceps
- Macquartia tenebricosa
- Macquartia tessellum
- Macquartia viridana
- Macroprosopa atrata
- Masicera pavoniae
- Masicera silvatica
- Masicera sphingivora
- Masistylum arculatum
- Medina collaris
- Medina luctuosa
- Medina melania
- Medina multispina
- Medina separata
- Meigenia dorsalis
- Meigenia grandigena
- Meigenia incana
- Meigenia majuscula
- Meigenia mutabilis
- Meigenia unicinata
- Melisoneura leucoptera
- Microphthalma europaea
- Microsoma exigua
- Microsoma exiguum
- Mintho compressa
- Mintho rufiventris
- Myxexoristops abietis
- Myxexoristops bicolor
- Myxexoristops blondeli
- Myxexoristops bonsdorffi
- Myxexoristops hertingi
- Myxexoristops stolida
- Nemoraea pellucida
- Nemorilla floralis – wniklica gąsienicówka
- Nemorilla maculosa
- Nilea hortulana
- Nilea innoxia
- Nilea rufiscutellaris
- Nowickia atripalpis
- Nowickia ferox
- Nowickia marklini
- Ocylata pallipes
- Onychogonia cervini
- Onychogonia flaviceps
- Opesia cana
- Opesia descendens
- Opesia grandis
- Oswaldia eggeri
- Oswaldia muscaria
- Oswaldia reducta
- Oswaldia spectabilis
- Pachystylum bremii
- Pales pavida
- Pales processioneae
- Pales pumicata
- Paracraspedonthrix montivaga
- Parasetigena silvestris
- Paratrixia polonica
- Paratryphera barbatula
- Paratryphera bisetosa
- Pelatachina tibialis
- Peleteria ferina
- Peleteria popelii
- Peleteria prompta
- Peleteria rubescens
- Peleteria ruficornis
- Peletieria ferina
- Peletieria popelii
- Peletieria prompta
- Peletieria rubescens
- Peletieria ruficornis
- Periarchiclops scutellaris
- Perichaeta unicolor
- Periscepsia carbonaria
- Pexopsis aprica
- Peteina erinaceus
- Phania curvicauda
- Phania funesta
- Phania speculifrons
- Phania thoracica
- Phasia aldrichi
- Phasia aurigera
- Phasia aurulans
- Phasia barbifrons
- Phasia hemiptera
- Phasia karczewskii
- Phasia obesa
- Phasia pusilla
- Phasia subcoleoptrata
- Phebellia clavellariae
- Phebellia glauca
- Phebellia glaucoides
- Phebellia glirina
- Phebellia nigripalpis
- Phebellia stulta
- Phebellia triseta
- Phebellia villica
- Phenicellia haematodes
- Phorocera assimilis
- Phorocera grandis
- Phorocera obscura
- Phorinia aurifrons
- Phryno vetula
- Phryxe erythrostoma
- Phryxe heraclei
- Phryxe magnicornis
- Phryxe nemea
- Phryxe prima
- Phryxe vulgaris – zabójka wielożerna
- Phyllomya procera
- Phyllomya volvulus
- Phyllomyia procera
- Phyllomyia volvulus
- Phytomyptera bohemica
- Phytomyptera canella
- Phytomyptera cingulata
- Phytomyptera lacteipennis
- Phytomyptera nigrina
- Phytomyptera nigroaenea
- Phytomyptera riedeli
- Phytomyptera zonella
- Picconia incurva
- Platymya antennata
- Platymya fimbriata
- Policheta unicolor
- Prosena siberita
- Prosopena nigrigans
- Pseudogonia rufifrons
- Pseudopachystylum gonioides
- Pseudoperichaeta insidiosa
- Pseudoperichaeta nigrolineata
- Pseudoperichaeta palesoidea
- Ptesiomyia alacris
- Ramonda delphinensis
- Ramonda latifrons
- Ramonda plorans
- Ramonda prunaria
- Ramonda spathulata
- Rhaphiochaeta breviseta
- Rhacodinella apicata
- Redtenbacheria insignis
- Rondania cucullata
- Rondania dimidiata
- Rondania fasciata – rondania barwna
- Schineria tergestina
- Senometopia confundens
- Senometopia excisa
- Senometopia pollinosa
- Senometopia separata
- Smidtia conspersa
- Solieria fenestrata
- Solieria inanis
- Solieria pacifica
- Solieria vacua
- Spallanzania hebes
- Spallanzania multisetosa
- Staurochaeta albocingulata
- Strongygaster celer
- Strongygaster globula
- Stomina caliendrata
- Stomina tachinoides
- Sturmia bella
- Subclytia rotundiventris
- Synactia parvula
- Tachina fera – rączyca rdzawa
- Tachina grossa – rączyca wielka
- Tachina lurida
- Tachina magnicornis
- Tachina nigrohirta
- Tachina praeceps
- Tachina ursina
- Thelaira leucozona
- Thelaira nigripes
- Thelaira solivaga
- Thelyconychia solivaga
- Thelymorpha marmorata
- Thelymyia saltuum
- Thrixion aberrans
- Timavia amoena
- Trafoia monticola
- Triarthria legeri
- Triarthria setipennis
- Trichactia pictiventris
- Trixa caerulescens
- Trixa conspersa
- Tryphera lugubris
- Vibrissima debilitata
- Vibrissima turrita
- Voria ruralis
- Wagneria costata
- Wagneria cunctans
- Winthemia bohemani
- Winthemia cruentata
- Winthemia erythrura
- Winthemia quadripustulata – wintemia kapturniczanka
- Winthemia rufiventris
- Winthemia speciosa
- Winthemia variegata
- Winthemia venusta
- Xylotachina diluta
- Zaira cinerea
- Zenillia dolosa
- Zenillia libatrix
- Zeuxia brevicornis
- Zeuxia cinerea
- Zeuxia subapennina
- Zeuxia tessellata
- Zophomyia temula

### Rhinophoridae
W Polsce stwierdzono:
- Angioneura acerba
- Angioneura fimbriata
- Anthracomyia melanoptera
- Eggisops pechioli
- Melanomyia nana
- Melanophora roralis
- Oplisa oldenbergi
- Oplisa tergestina
- Paykullia maculata
- Phyto discrepans
- Phyto melanocephala
- Phyto similis
- Rhinophora lepida
- Rhinophorina sarcophagina
- Stevenia atramentaria
- Stevenia umbricataa
- Trichogena rubricosa

### Sernicowate(Piophilidae)
W Polsce stwierdzono:
- Allopiophila luteata
- Amphipogon flavum
- Liopiophila varipes
- Mycetaulus bipunctatus
- Parapiophila vulgaris
- Piophila casei – sernica pospolita
- Prochyliza nigricornis
- Prochyliza nigrimana
- Protopiophila latipes
- Stearibia foveolata

### Smętkowate(Sciomyzidae)
W Polsce stwierdzono 72 gatunki:

- Anticheta analis
- Anticheta atriseta
- Anticheta brevipennis
- Anticheta nigra
- Colobaea bifasciella
- Colobaea distincta
- Colobaea pectoralis
- Colobaea punctata
- Coremacera catenata
- Coremacera fabricii
- Coremacera marginata
- Dichetophora finlandica
- Dictya umbrarum
- Ditaeniella grisescens
- Ectinocera borealis
- Elgiva cucularia
- Elgiva divisa
- Elgiva solicita
- Euthycera chaerophylli
- Euthycera fumigata
- Hydromya dorsalis
- Ilione albiseta
- Ilione lineata
- Limnia paludicola
- Limnia unguicornis
- Pelidnoptera fuscipennis
- Pelidnoptera leptiformis
- Pelidnoptera nigripennis
- Pherbellia albocostata
- Pherbellia annulipes
- Pherbellia argyra
- Pherbellia austera
- Pherbellia brunnipes
- Pherbellia cinerella
- Pherbellia dorsata
- Pherbellia dubia
- Pherbellia griseola
- Pherbellia nana
- Pherbellia obtusa
- Pherbellia pallidiventris
- Pherbellia schoenherri
- Pherbellia sordida
- Pherbellia stackelbergi
- Pherbellia ventralis
- Pherbina coryleti
- Pherbina intermedia
- Psacadina verbekei
- Psacadina vittigera
- Psacadina zernyi
- Pteromicra angustipennis
- Pteromicra glabricula
- Pteromicra leucopeza
- Pteromicra oldenbergi
- Pteromicra pectorosa
- Renocera pallida
- Renocera striata
- Renocera stroblii
- Sciomyza dryomyzina
- Sciomyza simplex
- Sciomyza testacea
- Sepedon sphegea
- Sepedon spinipes
- Tetanocera arrogans
- Tetanocera elata
- Tetanocera ferruginea
- Tetanocera fuscinervis
- Tetanocera hyalipennis
- Tetanocera phyllophora
- Tetanocera punctifrons
- Tetanocera robusta
- Tetanocera silvatica
- Trypetoptera punctulata

### Sphaeroceridae
W Polsce stwierdzono 101 gatunków:
- Alloborborus pallifrons
- Apteromyia claviventris
- Aptilotus paradoxus
- Bifronsina bifrons
- Borborillus vitripennis
- Chaetopodella scutellaris
- Coproica acutangula
- Coproica ferruginata
- Coproica hirticula
- Coproica hirtula
- Coproica lugubris
- Coproica vagans
- Copromyza equina
- Copromyza nigrina
- Copromyza stercoraria
- Crumomyia fimetaria
- Crumomyia glabrifrons
- Crumomyia glacialis
- Crumomyia nigra
- Crumomyia nitida
- Crumomyia notabilis
- Crumomyia pedestris
- Crumomyia roserii
- Elachisoma aterrimum
- Elachisoma pilosum
- Gigalimosina flaviceps
- Gonioneura spinipennis
- Herniosina bequaerti
- Ischiolepta crenata
- Ischiolepta denticulata
- Ischiolepta micropyga
- Ischiolepta nitida
- Ischiolepta pusilla
- Ischiolepta vaporariorum
- Leptocera caenosa
- Leptocera finalis
- Leptocera fontinalis
- Leptocera nigra
- Limosina silvatica
- Lotophila atra
- Minilimosina albinervis
- Minilimosina alloneura
- Minilimosina fungicola
- Minilimosina parvula
- Norrbomia costalis
- Norrbomia nilotica
- Norrbomia sordida
- Opacifrons coxata
- Opacifrons parvicornis
- Opalimosina czernyi
- Opalimosina denticulata
- Opalimosina liliputana
- Opalimosina mirabilis
- Paralimosina fucata
- Phthitia empirica
- Phthitia longisetosa
- Phthitia plumosula
- Pseudocollinella humida
- Pseudocollinella septentrionalis
- Pteremis fenestralis
- Pullimosina dahli
- Pullimosina heteroneura
- Pullimosina meijerei
- Pullimosina moesta
- Pullimosina pullula
- Puncticorpus cribratum
- Rachispoda anceps
- Rachispoda breviceps
- Rachispoda cilifera
- Rachispoda fuscipennis
- Rachispoda gel
- Rachispoda hostica
- Rachispoda limosa
- Rachispoda lutosa
- Rachispoda lutosoidea
- Rachispoda modesta
- Rachispoda segem
- Rachispoda tuberosa
- Spelobia clunipes
- Spelobia luteilabris
- Spelobia nana
- Spelobia ochripes
- Spelobia palmata
- Spelobia parapusio
- Spelobia pseudosetaria
- Spelobia rufilabris
- Spelobia simplicipes
- Spelobia villosa
- Sphaerocera curvipes
- Sphaerocera monilis
- Spinilimosina brevicostata
- Svarciella v-atrum
- Svarciella vitripennis
- Telomerina flavipes
- Terrilimosina racovitzai
- Terrilimosina schmitzi
- Thoracochaeta brachystoma
- Thoracochaeta zosterae
- Trachyopella atomus
- Trachyopella kuntzei
- Xenolimosina setaria

### Srebrnikowate(Chamaemyiidae)
W Polsce stwierdzono:
- Acrometopia wahlbergi
- Chamaemyia aestiva
- Chamaemyia elegans
- Chamaemyia flavipalpis
- Chamaemyia geniculata
- Chamaemyia juncorum
- Chamaemyia polystigma
- Lipoleucopis praecox
- Leucopis annulipes
- Leucopis argentata
- Leucopis atritarsis
- Leucopis condilata
- Leucopis geniculata
- Leucopis glyphinivora
- Leucopis griseola
- Leucopis impunctata
- Leucopis melanopus
- Leucopis nigricornis
- Leucopis puncticornis
- Parochthiphila coronata
- Parochthiphila spectabilis

### Strongylophthalmyiidae
W Polsce stwierdzono 2 gatunki:
- Strongylophthalmyia pictipes
- Strongylophthalmyia ustulata

### Ścierwicowate(Sarcophagidae)
W Polsce stwierdzono 129 gatunków, w tym:
- Agria affinis
- Agria mamillata
- Agria monachae
- Amobia oculata
- Amobia signata
- Angiometopa falleni
- Apodacra pulchra
- Blaesoxipha cochlearis
- Blaesoxipha erythrura
- Blaesoxipha fossaria
- Blaesoxipha grisea
- Blaesoxipha lapidosa
- Blaesoxipha laticornis
- Blaesoxipha plumicormis
- Blaesoxipha plumicornis
- Blaesoxipha pygmaea
- Blaesoxipha rossica
- Blaesoxipha ungulata
- Brachicoma devia
- Krameromyia albiceps
- Krameromyia anaces
- Krameromyia aratrix
- Krameromyia argyrostoma
- Krameromyia caerulescens
- Krameromyia discifera
- Krameromyia emdeni
- Krameromyia granulata
- Krameromyia harpax
- Krameromyia lunigera
- Krameromyia nemoralis
- Krameromyia nigriventris
- Krameromyia portschinskyi
- Krameromyia protuberans
- Krameromyia pseudoscoparia
- Krameromyia sexpunctata
- Krameromyia similis
- Krameromyia socrus
- Krameromyia soror
- Krameromyia teretirostris
- Krameromyia tuberosa
- Krameromyia villeneuvei
- Macronychia agrestis
- Macronychia alpestris
- Macronychia griseola
- Macronychia kanoi
- Macronychia polyodon
- Macronychia striginervis
- Metopia argentata
- Metopia argyrocephala
- Metopia campestris
- Metopia grandii
- Metopia italiana
- Metopia staegerii
- Metopia tshernovae
- Miltogramma aurifrons
- Miltogramma germari
- Miltogramma longilobata
- Miltogramma murina
- Miltogramma oestracea
- Miltogramma punctata
- Miltogramma ruficornis
- Miltogramma rutilans
- Miltogramma taeniata
- Miltogramma testaceifrons
- Nyctia halterata
- Oebalia cylindrica
- Oebalia praeclusa
- Oebalia unistriata
- Paramacronychia flavipalpis
- Phrosinella nasuta
- Phylloteles pictipennis
- Protomiltogramma fasciata
- Pterella convergens
- Pterella grisea
- Pterella melanura
- Ravinia africa
- Ravinia agnata
- Ravinia amita
- Ravinia arcipes
- Ravinia bulgarica
- Ravinia crassimargo
- Ravinia depressifrons
- Ravinia dissimilis
- Ravinia filia
- Ravinia haemorrhoa
- Ravinia haemorrhoides
- Ravinia hirticrus
- Ravinia infantilis
- Ravinia lederbergi
- Ravinia melanura
- Ravinia nigricauda
- Ravinia noverca
- Ravinia novercoides
- Ravinia pandellei
- Ravinia pauciseta
- Ravinia pernix
- Ravinia proxima
- Ravinia pumila
- Ravinia rosellei
- Ravinia schineri
- Ravinia schuetzei
- Ravinia strenua
- Ravinia subulata
- Ravinia vagans
- Ravinia vicina
- Sarcophaga albiceps
- Sarcophaga anaces
- Sarcophaga arcipes
- Sarcophaga caerulescens
- Sarcophaga carnaria – ścierwica mięsówka
- Sarcophaga emdeni
- Sarcophaga haemorrhoa
- Sarcophaga incisilobata
- Sarcophaga lehmani
- Sarcophaga melanura
- Sarcophaga moldavica
- Sarcophaga nigriventris
- Sarcophaga proxima
- Sarcophaga pumila
- Sarcophaga sinuata
- Sarcophaga socrus
- Sarcophaga subulata
- Sarcophaga subvicina
- Sarcophaga teretirostris
- Sarcophaga uliginosa
- Sarcophaga variegata
- Sarcophila latifrons
- Senotaina conica
- Senotainia albifrons
- Senotainia conica
- Senotainia puncticornis
- Senotainia tricuspis
- Sphenometopa fastuosa
- Taxigramma elegantula
- Taxigramma heteroneura
- Taxigramma hilarella
- Taxigramma multipunctata
- Taxigramma siphonina
- Taxigramma stictica
- Wohlfahrtia magnifica
- Wohlfahrtia vigil

### Śmietkowate(Anthomyiidae)
W Polsce stwierdzono 221 gatunków, w tym:
- Adia cinerella
- Alliopsis billbergi
- Alliopsis conifrons
- Alliopsis pilitarsis
- Alliopsis sepiella
- Alliopsis silvestris
- Anthomyia cannabina
- Anthomyia imbrida
- Anthomyia liturata
- Anthomyia monilis
- Anthomyia plurinotata
- Anthomyia pluvialis
- Anthomyia procellaris
- Botanophila biciliaris
- Botanophila brunneilinea
- Botanophila dissecta
- Botanophila fugax
- Botanophila gnava
- Botanophila humerella
- Botanophila latifrons
- Botanophila maculipes
- Botanophila monticola
- Botanophila rupicapra
- Botanophila sanctimarci
- Botanophila seneciella
- Botanophila silvatica
- Botanophila sonchi
- Botanophila striolata
- Botanophila varicolor
- Botanophila verticella
- Calythea dedecorata
- Calythea nigricans
- Calythea pratincola
- Chiastocheta dentifera
- Chiastocheta inermella[94]
- Chiastocheta trollii
- Chirosia albitarsis
- Chirosia betuleti
- Chirosia cinerosa
- Chirosia crassiseta
- Chirosia flavipennis
- Chirosia griseifrons
- Chirosia histricina
- Delia albula
- Delia angustifrons
- Delia antiqua – śmietka cebulanka
- Delia bisetosa
- Delia brassicae – śmietka kapuścianka
- Delia brunnescens
- Delia cardui
- Delia carduiformis
- Delia coarctata
- Delia coronariae
- Delia criniventris
- Delia echinata
- Delia fabricii
- Delia flavogrisea
- Delia floralis – śmietka brukwianka
- Delia florilega
- Delia frontella
- Delia interflua
- Delia lamelliseta
- Delia linearis
- Delia lineariventris
- Delia longicauda
- Delia megatricha
- Delia nigrescens
- Delia nuda
- Delia pallipennis
- Delia penicillaris
- Delia penicillosa
- Delia pilifemur
- Delia platura – śmietka glebówka
- Delia pruinosa
- Delia pseudofugax
- Delia quadripila
- Delia radicum
- Delia setigera
- Delia tarsifimbria
- Delia tenuiventris
- Delia trispinosa
- Delia uniseriata
- Egle atomaria
- Egle brevicornis
- Egle ciliata
- Egle concomitans
- Egle inermis
- Egle minuta
- Egle parva
- Egle parvaeformis
- Egle rhiriotmeta
- Egle steini
- Emmesomyia grisea
- Emmesomyia socia
- Enneastigma compressum
- Eustalomyia festiva
- Eustalomyia hilaris
- Eustalomyia histrio
- Eustalomyia vittipes
- Eutrichota inornata
- Eutrichota longimana
- Eutrichota praepotens
- Eutrichota schineri
- Eutrichota socculata
- Fucellia capensis
- Fucellia fucorum
- Fucellia griseola
- Fucellia maritima
- Fucellia tergina
- Heterostylodes macrura
- Heterostylodes nominabilis
- Heterostylodes pilifera
- Heterostylodes pratensis
- Hydrophoria albiceps
- Hydrophoria lancifer
- Hydrophoria linogrisea
- Hydrophoria ruralis[96]
- Hydrophoria silvicola
- Hylemya flavipennis
- Hylemya nigrimana
- Hylemya strigosa
- Hylemya urbica
- Hylemya variata
- Hylemyza partita
- Hyporites montanus
- Lasiomma anthomyinum
- Lasiomma cuneicorne
- Lasiomma latipennis
- Lasiomma octoguttatum
- Lasiomma seminitidum
- Lasiomma strigilatum
- Leucophora cinerea
- Leucophora grisella
- Leucophora obtusa
- Leucophora personata
- Leucophora sericea
- Leucophora sociata
- Leucophora sponsa
- Leucophora unistriata
- Mycophaga testacea
- Myopina myopina
- Paradelia brunneonigra
- Paradelia ignataeformis
- Paradelia intersecta
- Paradelia lunatifrons
- Paradelia palpata
- Paregle audacula
- Paregle pilipes
- Paregle vetula
- Pegomya argyrocephala
- Pegomya betae
- Pegomya bicolor
- Pegomya caesia
- Pegomya calceata
- Pegomya calyptrata
- Pegomya conformis
- Pegomya cunicularia
- Pegomya deprimata
- Pegomya dulcamarae
- Pegomya flavifrons
- Pegomya flavoscutellata
- Pegomya fulgens
- Pegomya geniculata
- Pegomya haemorrhoum
- Pegomya holosteae
- Pegomya hyoscyami – śmietka ćwiklanka
- Pegomya incisiva
- Pegomya interruptella
- Pegomya laticornis
- Pegomya maculata
- Pegomya meridiana
- Pegomya nigrisquama
- Pegomya notabilis
- Pegomya pulchripes
- Pegomya rubivora
- Pegomya ruficeps
- Pegomya rufina
- Pegomya scapularis
- Pegomya seitenstettensis
- Pegomya setaria
- Pegomya solennis
- Pegomya steini
- Pegomya tabida
- Pegomya tenera
- Pegomya terminalis
- Pegomya testacea
- Pegomya transversa
- Pegomya vittigera
- Pegomya winthemi
- Pegomya zonata
- Pegoplata aestiva
- Pegoplata debilis
- Pegoplata infirma
- Pegoplata palposa
- Pegoplata virginea
- Phorbia curvicauda
- Phorbia fascicularis
- Phorbia fumigata
- Phorbia haberlandti[97]
- Phorbia longipilis
- Phorbia moliniaris
- Phorbia nuceicornis
- Phorbia penicillaris
- Phorbia sepia
- Phorbia unipila
- Strobilomyia anthracina
- Strobilomyia melania
- Subhylemyia longula
- Zaphne ambigua
- Zaphne caudata
- Zaphne divisa
- Zaphne frontata
- Zaphne inuncta
- Zaphne wierzejskii

### Tanypezidae
W Polsce stwierdzono:
- Tanypeza longimana

### Tethinidae
W Polsce stwierdzono:
- Pelomyia coronata
- Pelomyiella cinerella
- Pelomyia cinerella
- Pelomyiella mallochi
- Tethina cinerea
- Tethina czernyi
- Tethina nigripes
- Tethina strobliana

### Trixoscelididae
W Polsce stwierdzono:
- Trixoscelis canescens
- Trixoscelis frontalis
- Trixoscelis marginella
- Trixoscelis obscurella
- Trixoscelis paraproxima

### Ulidiidae
W Polsce stwierdzono:
- Callopistromyia annulipes
- Ceroxys hortulana
- Ceroxys urticae
- Dorycera graminum
- Herina frondescentiae
- Herina germinationis
- Herina oscillans
- Herina paludum
- Herina palustris
- Herina parva
- Homalocephala albitarsis
- Homalocephala bimaculata
- Homalocephala biumbrata
- Melieria acuticornis
- Melieria cana
- Melieria crassipennis
- Melieria omissa
- Melieria picta
- Myennis octopunctata
- Otites centralis
- Otites formosa
- Otites guttata
- Otites lamed
- Otites nebulosa
- Otites rivularis
- Physiphora alcae
- Physiphora alceae
- Seioptera vibrans
- Tetanops myopina
- Tetanops sintenisi
- Ulidia erythrophthalma
- Ulidia nigripennis
- Ulidia parallela

### Wodarkowate(Ephydridae)
W Polsce stwierdzono 161 gatunków, w tym:
- Allotrichoma bezzii
- Allotrichoma filiforme
- Allotrichoma lateralis
- Allotrichoma schumanni
- Allotrichoma strandi
- Athyroglossa glabra
- Athyroglossa ordinata
- Atissa limosina
- Atissa pygmaea
- Axysta cesta
- Chlorichaeta albipennis
- Clanoneurum cimiciforme
- Cnestrum lepidopes
- Coenia curvicauda
- Coenia palustris
- Dichaeta caudata
- Diclasiopa lacteipennis
- Diclasiopa niveipennis
- Discocerina obscurella
- Discomyza incurva
- Ditrichophora calceata
- Ditrichophora fuscella
- Ditrichophora glabricula
- Ditrichophora nigrithorax
- Ditrichophora nivea
- Ditrichophora olivacea
- Ditrichophora palliditarsis
- Ephydra glauca
- Ephydra macellaria
- Ephydra riparia
- Ephydra scholtzi
- Glenanthe ripicola
- Gymnoclasiopa aurifacies
- Gymnoclasiopa aurivillii
- Gymnoclasiopa cinerella
- Gymnoclasiopa dimidiatipennis
- Gymnoclasiopa plumosa
- Gymnoclasiopa pulchella
- Halmopota salinarius
- Haloscatella dichaeta
- Hecamede albicans
- Hecamedoides costatus
- Hecamedoides glaucellus
- Hecamedoides unispinosus
- Hyadina guttata
- Hyadina humeralis
- Hyadina rufipes
- Hyadina scutellata
- Hydrellia albilabris
- Hydrellia caesia
- Hydrellia caledonica
- Hydrellia cardamines
- Hydrellia cochleariae
- Hydrellia concolor
- Hydrellia fascitibia
- Hydrellia flaviceps
- Hydrellia flavicornis
- Hydrellia frontalis
- Hydrellia fulviceps
- Hydrellia fusca
- Hydrellia griseola
- Hydrellia ischiaca
- Hydrellia maculiventris
- Hydrellia maura
- Hydrellia meigeni
- Hydrellia mutata
- Hydrellia obscura
- Hydrellia pilitarsis
- Hydrellia ranunculi
- Hydrellia stratiotae
- Hydrellia subalbiceps
- Hydrellia tarsata
- Hydrellia thoracica
- Hydrellia vidua
- Ilythea spilota
- Lamproscatella sibilans
- Limnellia fallax
- Limnellia quadrata
- Limnellia stenhammari
- Lytogaster abdominalis
- Mosillus subsultans
- Nostima picta
- Notiphila annulipes
- Notiphila aquatica
- Notiphila brunipes
- Notiphila cinerea
- Notiphila dorsata
- Notiphila graecula
- Notiphila guttiventris
- Notiphila maculata
- Notiphila nigricornis
- Notiphila nubila
- Notiphila riparia
- Notiphila stagnicola
- Notiphila subnigra
- Notiphila uliginosa
- Notiphila venusta
- Ochthera mantis
- Paracoenia fumosa
- Parydra aquila
- Parydra coarctata
- Parydra cognata
- Parydra fossarum
- Parydra hecate
- Parydra littoralis
- Parydra mitis
- Parydra nigritarsis
- Parydra nubecula
- Parydra pusilla
- Parydra quadripunctata
- Parydra quinquemaculata
- Parydra undulata
- Pelina aenea
- Pelina aenescens
- Philotelma nigripenne
- Philotelma strandi
- Philygria flavipes
- Philygria interrupta
- Philygria interstincta
- Philygria obtecta
- Philygria posticata
- Philygria punctatonervosa
- Philygria stictica
- Philygria vittipennis
- Polytrichophora duplosetosa
- Psilopa apicalis
- Psilopa compta
- Psilopa girschneri
- Psilopa leucostoma
- Psilopa marginella
- Psilopa nana
- Psilopa nigritella
- Psilopa nitidula
- Psilopa obscuripes
- Psilopa polita
- Ptilomyia orsovana
- Scatella lutosa
- Scatella obsoleta
- Scatella paludum
- Scatella silacea
- Scatella stagnalis
- Scatella subguttata
- Scatella tenuicosta
- Scatophila caviceps
- Scatophila contaminata
- Scatophila cribrata
- Scatophila despecta
- Scatophila iowana
- Scatophila mesogramma
- Scatophila noctula
- Scatophila pumilio
- Scatophila quadriguttata
- Scatophila signata
- Scatophila unicornis
- Setacera aurata
- Setacera breviventris
- Setacera micans
- Setacera trina
- Teichomyza fusca
- Trimerina madizans
- Trimerina microchaeta

### Wońkowate(Sepsidae)
W Polsce stwierdzono:
- Meroplius minutus
- Nemopoda nitidula
- Nemopoda pectinulata
- Nemopoda speiseri
- Saltella sphondylii
- Sepsis biflexuosa
- Sepsis cynipsea
- Sepsis duplicata
- Sepsis flavimana
- Sepsis fulgens
- Sepsis nigripes
- Sepsis orthocnemis
- Sepsis punctum
- Sepsis thoracica
- Sepsis violacea
- Themira annulipes
- Themira leachi
- Themira lucida
- Themira minor
- Themira nigricornis
- Themira putris
- Themira superba

### Wszolinkowate(Braulidae)
W Polsce tylko:
- Braula coeca – wszolinka pszczela

### Wujkowate(Empididae)
W Polsce stwierdzono 287 gatunków, w tym:
- Anthepiscopus zontaki
- Brachystoma vesiculosum
- Chelifera aptericauda
- Chelifera astigma
- Chelifera concinnicauda
- Chelifera diversicauda
- Chelifera obscura
- Chelifera pectinicauda
- Chelifera perlucida
- Chelifera polonica
- Chelifera precabunda
- Chelifera precatoria
- Chelifera stigmatica
- Chelifera subangusta
- Chelifera trapezina
- Chelipoda albiseta
- Chelipoda vocatoria
- Clinocera appendiculata
- Clinocera dimidiata
- Clinocera fontinalis
- Clinocera nigra
- Clinocera nivalis
- Clinocera plectrum
- Clinocera slovaca
- Clinocera stagnalis
- Clinocera varipennis
- Clinocera wesmaeli
- Dolichocephala engeli
- Dolichocephala guttata
- Dolichocephala irrorata
- Dolichocephala thomasi
- Dryodromia testacea
- Empis acinerea
- Empis aemula
- Empis aequalis
- Empis aestiva
- Empis albinervis
- Empis bistortae
- Empis borealis
- Empis brunipennis
- Empis caudatula
- Empis chioptera
- Empis crassa
- Empis dasyprocta
- Empis decora
- Empis digramma
- Empis dispar
- Empis dimidiata
- Empis discolor
- Empis falax
- Empis femorata
- Empis florisomna
- Empis gravipes
- Empis grisea
- Empis helophila
- Empis hyalipennis
- Empis laeta
- Empis laminata
- Empis leptomorion
- Empis livida – wujek żółtaczek
- Empis loewiana
- Empis lucidus
- Empis lutea
- Empis melanotricha
- Empis mesogramma
- Empis modesta
- Empis morosa
- Empis nigricans
- Empis nigripes
- Empis nigritarsis
- Empis nitida
- Empis opaca
- Empis pennipes
- Empis picipes
- Empis pilimana
- Empis prodromus
- Empis punctata
- Empis pusio
- Empis rufiventris
- Empis rustica
- Empis scotica
- Empis serotina
- Empis simulium
- Empis stercorea
- Empis syrovatkai
- Empis tanysphyra
- Empis tessellata – wujek kostkowany
- Empis testacea – wujek okazały
- Empis trigramma
- Empis univittata
- Empis variegata
- Empis vitripennis
- Empis volucris
- Heleodromia immaculata
- Heleodromia wagneri
- Hemerodromia baetica
- Hemerodromia mazoviensis
- Hemerodromia oratoria
- Hemerodromia raptoria
- Hemerodromia unilineata
- Hilara abdominalis
- Hilara albipennis
- Hilara albiventris
- Hilara angustitarsis
- Hilara apta
- Hilara arnaudi
- Hilara baripes
- Hilara beckeri
- Hilara biseta
- Hilara bohemica
- Hilara brevistyla
- Hilara brevivittata
- Hilara campinosensis
- Hilara canescens
- Hilara carpathica
- Hilara chorica
- Hilara cineracea
- Hilara cingulata
- Hilara clypeata
- Hilara cornicula
- Hilara discoidalis
- Hilara diverpsies
- Hilara eviana
- Hilara femorella
- Hilara flavocoxa
- Hilara fuscipes
- Hilara gallica
- Hilara grisefrons
- Hilara hirta
- Hilara hybrida
- Hilara hystrix
- Hilara implicata
- Hilara intermedia
- Hilara interstincta
- Hilara joannae
- Hilara lasiochira
- Hilara litorea
- Hilara longirostris
- Hilara longivittata
- Hilara lugubris
- Hilara lurida
- Hilara matrona
- Hilara maura
- Hilara medeteriformis
- Hilara media
- Hilara merula
- Hilara minuta
- Hilara monedula
- Hilara mroga
- Hilara nadolna
- Hilara nigrina
- Hilara nitidula
- Hilara obscura
- Hilara perversa
- Hilara pilosa
- Hilara primula
- Hilara pruinosa
- Hilara pseudochorica
- Hilara quadriseta
- Hilara quadrivittata
- Hilara recedens
- Hilara rejecta
- Hilara sanctaecrucis
- Hilara setimana
- Hilara subcalinota
- Hilara subpollinosa
- Hilara tatra
- Hilara tenella
- Hilara terriphylla
- Hilara tetragramma
- Hilara thoracica
- Hilara treheni
- Hilara veletica
- Hilara vistula
- Phyllodromia melanocephala
- Rhamphomyia albipennis
- Rhamphomyia albosegmentata
- Rhamphomyia amoena
- Rhamphomyia anfractuosa
- Rhamphomyia anomalia
- Rhamphomyia anthracina
- Rhamphomyia atra
- Rhamphomyia caesia
- Rhamphomyia cinerascens
- Rhamphomyia crassicauda
- Rhamphomyia crassirostris
- Rhamphomyia culicina
- Rhamphomyia flava
- Rhamphomyia curvula
- Rhamphomyia fuscipennis
- Rhamphomyia galactoptera
- Rhamphomyia geniculata
- Rhamphomyia gibba
- Rhamphomyia griseola
- Rhamphomyia hybotina
- Rhamphomyia laevipes
- Rhamphomyia loewi
- Rhamphomyia longipes
- Rhamphomyia lucidula
- Rhamphomyia luridipennis
- Rhamphomyia magellensis
- Rhamphomyia marginata – grabierka obrzeżona
- Rhamphomyia minor
- Rhamphomyia montana
- Rhamphomyia nigripennis
- Rhamphomyia nigrita
- Rhamphomyia niveipennis
- Rhamphomyia nodipes
- Rhamphomyia obscura
- Rhamphomyia pilifer
- Rhamphomyia plumifera
- Rhamphomyia plumipes
- Rhamphomyia poissoni
- Rhamphomyia sciarina
- Rhamphomyia serpentata
- Rhamphomyia simplex
- Rhamphomyia spinipes
- Rhamphomyia stigmosa
- Rhamphomyia sulcata
- Rhamphomyia sulcatina
- Rhamphomyia tarsata
- Rhamphomyia tibialis
- Rhamphomyia tibiella
- Rhamphomyia tipulatia
- Rhamphomyia tristiolata
- Rhamphomyia umbripennis
- Rhamphomyia unguiculata
- Rhamphomyia variabilis
- Rhamphomyia vesiculosa
- Trichopeza longicornis
- Wiedemannia andreevi
- Wiedemannia backeri
- Wiedemannia bistigma
- Wiedemannia bohemani
- Wiedemannia braueri
- Wiedemannia fallaciosa
- Wiedemannia hygrobia
- Wiedemannia insularis
- Wiedemannia jakubi[103]
- Wiedemannia jazdzewskii
- Wiedemannia lamellata
- Wiedemannia longicornis
- Wiedemannia lota
- Wiedemannia mikiana
- Wiedemannia pieninensis[103]
- Wiedemannia pirata
- Wiedemannia rynchops
- Wiedemannia stylfera
- Wiedemannia thienemanni
- Wiedemannia thomasi
- Wiedemannia zetterstedti

### Wyślepkowate(Conopidae)
W Polsce stwierdzono około 50 gatunków:
- Abrachyglossum capitatum
- Conops ceriaeformis
- Conops flavifrons
- Conops flavipes – wyślepek żółtonogi
- Conops quadrifasciatus – wyślepek czwórpasy
- Conops scutellatus
- Conops strigatus
- Conops vesicularis
- Dalmannia aculeata
- Dalmannia dorsalis
- Dalmannia marginata
- Dalmannia punctata
- Leopoldius brevirostris
- Leopoldius calceatus
- Leopoldius coronatus
- Leopoldius signatus
- Melanosoma bicolor
- Myopa buccata – podścianka grubogłowa
- Myopa dorsalis
- Myopa extricata
- Myopa fasciata
- Myopa morio
- Myopa occulta
- Myopa picta
- Myopa polystigma
- Myopa stigma
- Myopa strandi
- Myopa testacea
- Myopa tessellatipennis[105]
- Myopa variegata
- Myopa vicaria
- Myopotta pallipes
- Myopotta rubripes
- Physocephala chrysorrhoea
- Physocephala laticincta
- Physocephala rufipes – dętka rudonoga
- Physocephala truncata
- Physocephala vittata
- Sicus abdominalis
- Sicus ferrugineus – ślipień trzmielowiec
- Sicus fusenensis
- Thecophora atra
- Thecophora distincta
- Thecophora fulvipes
- Thecophora longirostris
- Thecophora melanopa
- Thecophora pusilia
- Zodion carceli
- Zodion cinereum
- Zodion notatum

### Wywilżnowate(Drosophilidae)
W Polsce stwierdzono 46 gatunków:

- Acletoxenus formosus
- Amiota alboguttata
- Amiota subtusradiata
- Cacoxenus indagator
- Cacoxenus argyreator
- Cacoxenus exiguus
- Chymomyza amoena
- Chymomyza caudatula
- Chymomyza costata
- Chymomyza distincta
- Chymomyza fuscimana
- Drosophila busckii
- Drosophila funebris
- Drosophila helvetica
- Drosophila histrio
- Drosophila kuntzei
- Drosophila limbata
- Drosophila littoralis
- Drosophila melanogaster – wywilżna karłowata
- Drosophila nigrosparsa
- Drosophila obscura
- Drosophila phalerata
- Drosophila picta
- Drosophila repleta
- Drosophila subobscura
- Drosophila testacea
- Drosophila transversa
- Drosophila tristis
- Drosophila unimaculata
- Gitona distigma
- Hirtodrosophila cameraria
- Leucophenga maculata
- Leucophenga quinquemaculata
- Lordiphosa fenestrarum
- Phortica variegata
- Microdrosophila congesta
- Scaptodrosophila deflexa
- Scaptodrosophila rufifrons
- Scaptomyza flava
- Scaptomyza graminum
- Scaptomyza griseola
- Scaptomyza pallida
- Stegana coleoptrata
- Stegana furta
- Stegana nigrithorax
- Stegana similis

### Zadrowate(Phoridae)
W Polsce stwierdzono 345 gatunków, w tym:
- Aenigmatias lubbocki
- Anevrina curvinervis
- Anevrina thoracica
- Anevrina unispinosa
- Anevrina urbana
- Borophaga agilis
- Borophaga carnifrons
- Borophaga femorata
- Borophaga incrassata
- Borophaga irregularis
- Borophaga okellyi
- Borophaga subsultans
- Chaetopleurophora erythronota
- Chaetopleurophora pygidialis
- Conicera atra
- Conicera dauci
- Conicera floricola
- Conicera minuscula
- Conicera similis
- Conicera tibialis
- Diplonevra concinna
- Diplonevra crassicornis
- Diplonevra florea
- Diplonevra funebris
- Diplonevra glabra
- Diplonevra nitidula
- Diplonevra unisetalis
- Diplonevra unispinalis
- Dohrniphora cornuta
- Gymnophora arcuata
- Gymnophora nigripennis
- Gymnophora quartomolis
- Hypocera mordellaria
- Megaselia abdita
- Megaselia aculeata
- Megaselia aequalis
- Megaselia affinis
- Megaselia albicans
- Megaselia albicaudata
- Megaselia alticolella
- Megaselia altifrons
- Megaselia analis
- Megaselia angusta
- Megaselia angustifrons
- Megaselia badia
- Megaselia basispinata
- Megaselia berndseni
- Megaselia bovista
- Megaselia brevicostalis
- Megaselia breviseta
- Megaselia breviterga
- Megaselia buxtoni
- Megaselia campestris
- Megaselia chaetopyga
- Megaselia ciliata
- Megaselia cinerea
- Megaselia cinereifrons
- Megaselia clara
- Megaselia coacta
- Megaselia coaequalis
- Megaselia collini
- Megaselia communiformis
- Megaselia conformis
- Megaselia cothurnata
- Megaselia crassipes
- Megaselia dahli
- Megaselia discetra
- Megaselia diversa
- Megaselia dubitalis
- Megaselia durskae
- Megaselia eisfelderae
- Megaselia elongata
- Megaselia emarginata
- Megaselia errata
- Megaselia fenestralis
- Megaselia flava
- Megaselia flavicans
- Megaselia flavicoxa
- Megaselia frameata
- Megaselia frontalis
- Megaselia fumata
- Megaselia giraudii
- Megaselia gregaria
- Megaselia groenlandica
- Megaselia halterata
- Megaselia henrydisneyi
- Megaselia hibernans
- Megaselia hirticrus
- Megaselia hirtiventris
- Megaselia hortensis
- Megaselia humeralis
- Megaselia hyalipennis
- Megaselia hypopygialis
- Megaselia insons
- Megaselia intercostata
- Megaselia involuta
- Megaselia joannae
- Megaselia lata
- Megaselia latifrons
- Megaselia latior
- Megaselia longicostalis
- Megaselia lucifrons
- Megaselia lutea
- Megaselia lutescens
- Megaselia major
- Megaselia mallochi
- Megaselia manicata
- Megaselia marekdurskii
- Megaselia maura
- Megaselia meconicera
- Megaselia meigeni
- Megaselia minor
- Megaselia mortenseni
- Megaselia nasoni
- Megaselia nigra
- Megaselia nigriceps
- Megaselia obscuripennis
- Megaselia palmeni
- Megaselia paludosa
- Megaselia pectoralis
- Megaselia perfusca
- Megaselia picta
- Megaselia pleuralis
- Megaselia plurispinulosa
- Megaselia pollex
- Megaselia posticata
- Megaselia praeacuta
- Megaselia producta
- Megaselia propinqua
- Megaselia protarsalis
- Megaselia pseudopicta
- Megaselia pulicaria
- Megaselia pumila
- Megaselia pusilla
- Megaselia pygmaea
- Megaselia quadriseta
- Megaselia rata
- Megaselia rubella
- Megaselia rudis
- Megaselia rufa
- Megaselia ruficornis
- Megaselia rufipes – zadra rudonoga
- Megaselia ruralis
- Megaselia scutellaris
- Megaselia sepulchralis
- Megaselia serrata
- Megaselia sinuata
- Megaselia sordida
- Megaselia spinicincta
- Megaselia spinigera
- Megaselia stigmatica
- Megaselia subcarpalis
- Megaselia subnudipennis
- Megaselia subtumida
- Megaselia sulphuripes
- Megaselia superciliata
- Megaselia sylvicata
- Megaselia tamilandensis
- Megaselia tarsalis
- Megaselia teresamajewskae
- Megaselia trojani
- Megaselia tumida
- Megaselia uliginosa
- Megaselia unicolor
- Megaselia unguicularis
- Megaselia ustulata
- Megaselia variana
- Megaselia vernalis
- Megaselia verralli
- Megaselia woodi
- Megaselia xanthozona
- Megaselia zonata
- Metopina braueri
- Metopina crassinervis
- Metopina galeata
- Metopina heselhausi
- Metopina oligoneura
- Metopina perpusilla
- Phalacrotophora berolinensis
- Phalacrotophora fasciata
- Phora atrifrons
- Phora atra
- Phora convallium
- Phora dubia
- Phora hamata
- Phora holosericea
- Phora michali
- Phora obscura
- Phora schineri
- Phora tincta
- Plastophora rufa
- Poloniphora bialoviensis
- Poloniphora leop
- Pseudacteon formicarum
- Spiniphora bergenstammi
- Spiniphora maculata
- Triphleba antricola
- Triphleba bifida
- Triphleba distinguenda
- Triphleba hyalinata
- Triphleba intermedia
- Triphleba lugubris
- Triphleba luteifemorata
- Triphleba lyria
- Triphleba minuta
- Triphleba nudipalpis
- Triphleba opaca
- Triphleba palposa
- Triphleba papillata
- Triphleba smithi
- Triphleba subcompleta
- Triphleba trinervis
- Trucidiphora ewadurskae
- Woodiphora retroversa

### Zgniłówkowate(Fanniidae)
W Polsce stwierdzono:
- Fannia armata
- Fannia atra
- Fannia atripes
- Fannia barbata
- Fannia canicularis – zgniłówka pokojowa
- Fannia carbonaria
- Fannia coracina
- Fannia corvina
- Fannia cothurnata
- Fannia difficilis
- Fannia fuscula
- Fannia genualis
- Fannia glaucescens
- Fannia incisurata
- Fannia lepida
- Fannia leucosticta
- Fannia lugubrina
- Fannia lustrator
- Fannia manicata
- Fannia melania
- Fannia metallipennis
- Fannia minutipalpis
- Fannia mollissima
- Fannia monilis
- Fannia pallitibia
- Fannia parva
- Fannia pauli
- Fannia polychaeta
- Fannia postica
- Fannia posticata
- Fannia pruinosa
- Fannia pubescens
- Fannia ringdahlana
- Fannia rondanii
- Fannia scalaris
- Fannia serena
- Fannia similis
- Fannia sociella
- Fannia spathiophora
- Fannia speciosa
- Fannia subpubescens
- Fannia tuberculata
- Fannia umbrosa
- Fannia vesparia
- Piezura boletorum
- Piezura graminicola

### Zwieskowate(Scenopinidae)
W Polsce stwierdzono:
- Scenopinus fenestralis – zwiesek okienny
- Scenopinus glabrifrons
- Scenopinus griseus
- Scenopinus niger
- Scenopinus vitripennis